# 도쿄역

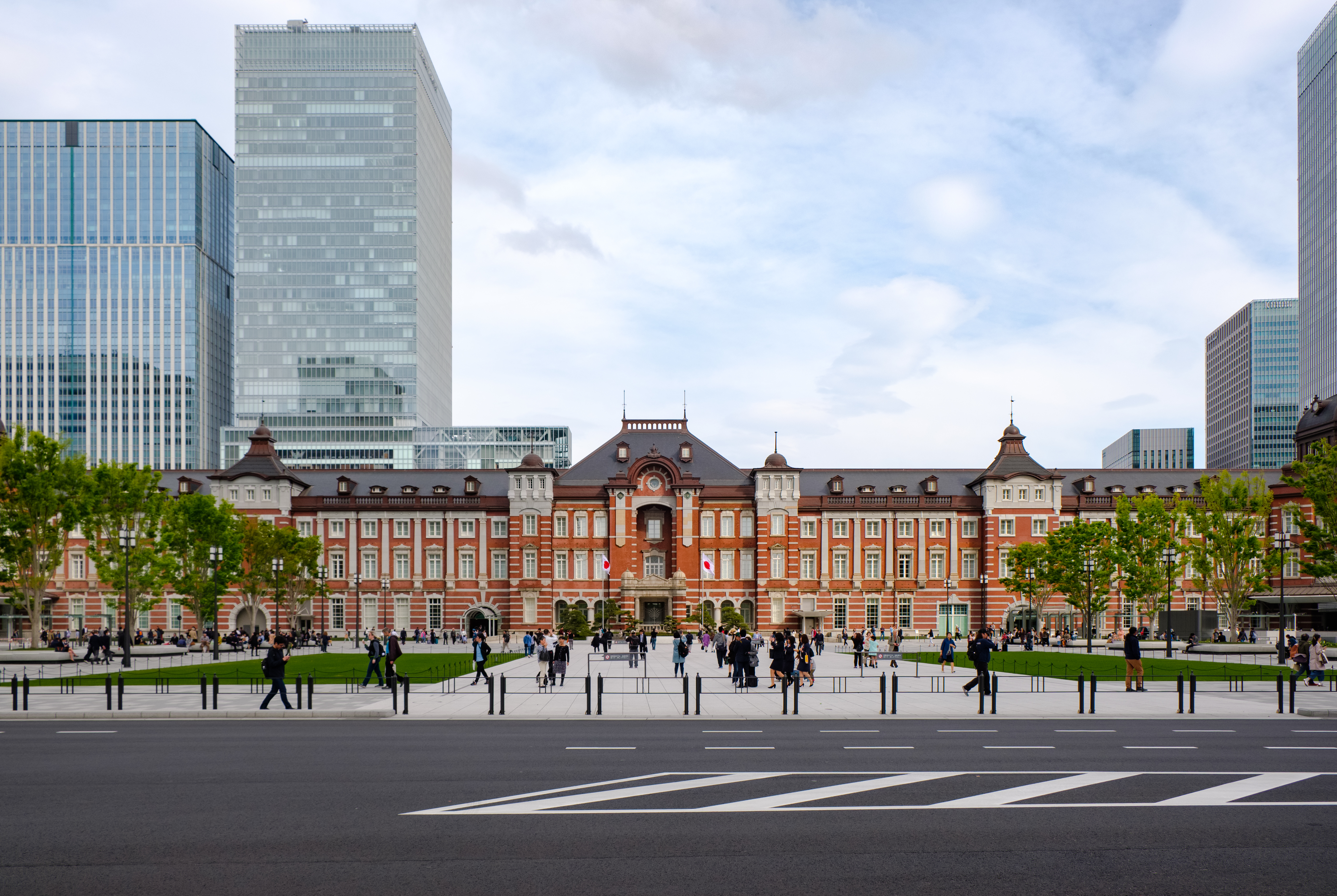
마루노우치구치 쪽 역사

도쿄역(일본어: 東京駅 도쿄에키[*], 영어: Tōkyō station)은 일본 도쿄도 지요다구 마루노우치 잇초메에 위치하는 동일본여객철도(JR동일본), 도카이여객철도(JR도카이), 도쿄지하철(도쿄 메트로)의 역이다. JR동일본의 재래선과 신칸센의 각 선로, JR 도카이의 도카이도 신칸센, 지하철 마루노우치선이 발착하는 터미널역이기도 하다.
도카이도 신칸센과 도호쿠 신칸센, 조에쓰 신칸센, 호쿠리쿠 신칸센의 기점이 되어 있으며, 전국의 신칸센망에 있어서 최대의 거점이다. 또한 도카이도 본선과 도호쿠 본선 등 주요간선의 기점역이기도 하다. 환승 없이 33개 도도부현을 잇고 있으며, 하루 열차발착횟수는 약 3000회라는, 일본을 대표하는 터미널 역의 하나이다. 플랫폼의 수는 일본에서 제일 많으며 재래선이 지상 5면 10선과 지하 4면 8선 합계 9면 18선, 신칸센이 지상 5면 10선, 지하선은 지하 1면 2선이 있다. 면적은 약 46,800m². 적벽돌을 쌓아올린 마루노우치구치 역사는 다쓰노 긴고의 설계로서 1914년 준공되었다. 2003년 마루노우치 역사는 나라의 중요문화재로 지정되었으며 중요문화재 지정의 역건축물은 당역과 모지코역(후쿠오카현 기타큐슈시) 뿐이다. '간토의 역 백선' 인정 역이기도 하다.
JR 도쿄역의 사무관 코드는 ▲460101 또는 ▲440101. JP 동일본, 홋카이도 여객철도(JR 홋카이도)에서는 전자를 사용하지만 다른 여객철도회사에서는 후자를 사용하는 경우가 많다.
역 서쪽을 마루노우치구치(일본어: 丸の内口), 동쪽을 야에스구치(일본어: 八重洲口), 북쪽을 니혼바시구치(일본어: 日本橋口)라고 부른다.

## 역사
1889년 고베역까지 전통(全通)하는 관설철도 신바시역과 사설철도인 닛폰철도의 우에노역을 잇는 고가철도의 설계가 도쿄시구개정계획에 의해 입안되어 1896년 제9회 제국의회에서 이 신선(新線)의 도중에 중앙정차장(中央停車場)을 건설하는 것이 가결되었다. 시공은 오바야시구미가 담당했으며, 러일전쟁 종결 후인 1908년부터 건설 공사가 본격화하여 1914년 12월 20일 개업하였다. 중앙정차장은 황거의 정면에 설치되어 도쿄역으로 명명되었다.

### 건설

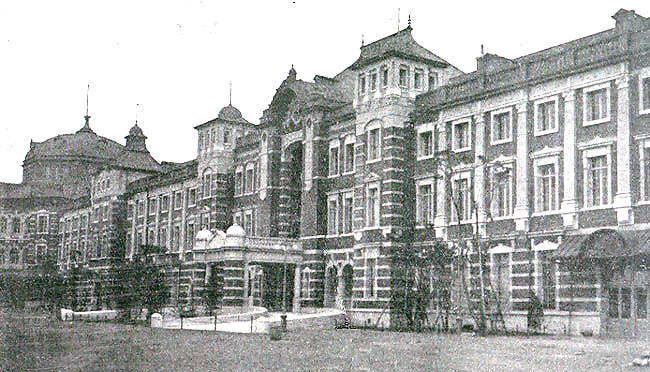
준공 당시의 도쿄역

독일에서 초빙되어 일본의 철도건설을 지도하던 기술자 프란츠 발처에 의하여 역의 위치며 규모, 구내의 배치가 결정되었다. 역사는 번화가가 있는 동편(현재의 야에스(八重洲) 쪽)이 아니라 육군의 연병장 적지(跡地)였던 서편(현재의 마루노우치 쪽)으로 결정되었다. 황거의 정면과 대치하게 되었기에 국가적으로 상징적인 위치에 자리케 되었다. 플랫폼은 벽돌쌓기의 고가식 4면 8선으로 신바시역까지 복복선의 고가교가 계획되었다. 동편에는 화차조차장이 설치되도록 계획되었다(후에 차량기지로 변경). 프란츠는 일본풍의 역사를 제안하였으나, 일본 측에서 반대 의견이 많아 프란츠의 구상은 실현되지 못했다.
역사는 다쓰노 긴고와 가사이 만지가 설계했으며, 사이타마현 후카야시로부터 수송된 벽돌과 철근으로 된 3층 규모에 총건평 9,545m2, 길이 330m의 호장화려(豪壮華麗)한 양식건축이다. 남북으로 각각 돔 형태의 지붕이 있으며, 당시에는 마루노우치 남구가 승차구, 마루노우치 북구가 하차구로 분리되어 사용되고 있었다. 중앙현관은 황실의 전용이 되어 규모는 비록 작아도 세밀한 장식이 곳곳에 베풀어져 있었다. 중앙현관과 동서의 일반출입구의 사이에는 각각마다 1개씩 따로 출입구가 있었으나 이것은 화물의 반입반출구로서 마련되어 있던 것이었다. 개업년인 1914년은 제1차 세계대전의 발발 직전이었으므로 칭다오 전투를 지휘한 육군사령관 가미요 미쓰오미 중장이 개선하여 황거에 입궐하는 이벤트에 맞춰서 개업식이 이루어졌다.
암스테르담 중앙역이 당 역사를 설계하는 도중 모델이 되어줬다는 설이 있으나 1988년 이후 후지모리 데루노부 등을 비롯한 서양건축연구자에 의해 설계자의 계보며 건축양식의 양면을 분석한 결과 부정적인 의견이 들려오고 있다. 다쓰노는 영국유학의 경험이 있으며 수도 런던의 터미널 역을 참고로 했을 가능성도 있다.

### 발전
1919년 3월 1일 츄오본선, 1925년 11월 1일 도호쿠 본선의 전철선(현재의 게이힌 도호쿠선), 1928년에는 같은 도호쿠 본선의 열차선(현재의 우쓰노미야선)이 설치되어 이듬해 1929년 12월 16일에는 동측에 야에스바시(八重洲橋, 현재의 야에스구치)가 개설되는 등 서서히 터미널 역으로서의 모양을 갖추게 되었다.
1923년에는 관동대진재로 재해를 당했으나 큰 피해는 없었고 1935년과 1940년의 만주국 황제 푸이의 내일을 맞이하여 쇼와 천황이 출영을 나간 한편 찰리 채플린의 도쿄 내방이며 1938년의 히틀러 유겐트의 내일 등에 있어 도쿄의 현관구로서 기능하였다.

### 전재와 부흥

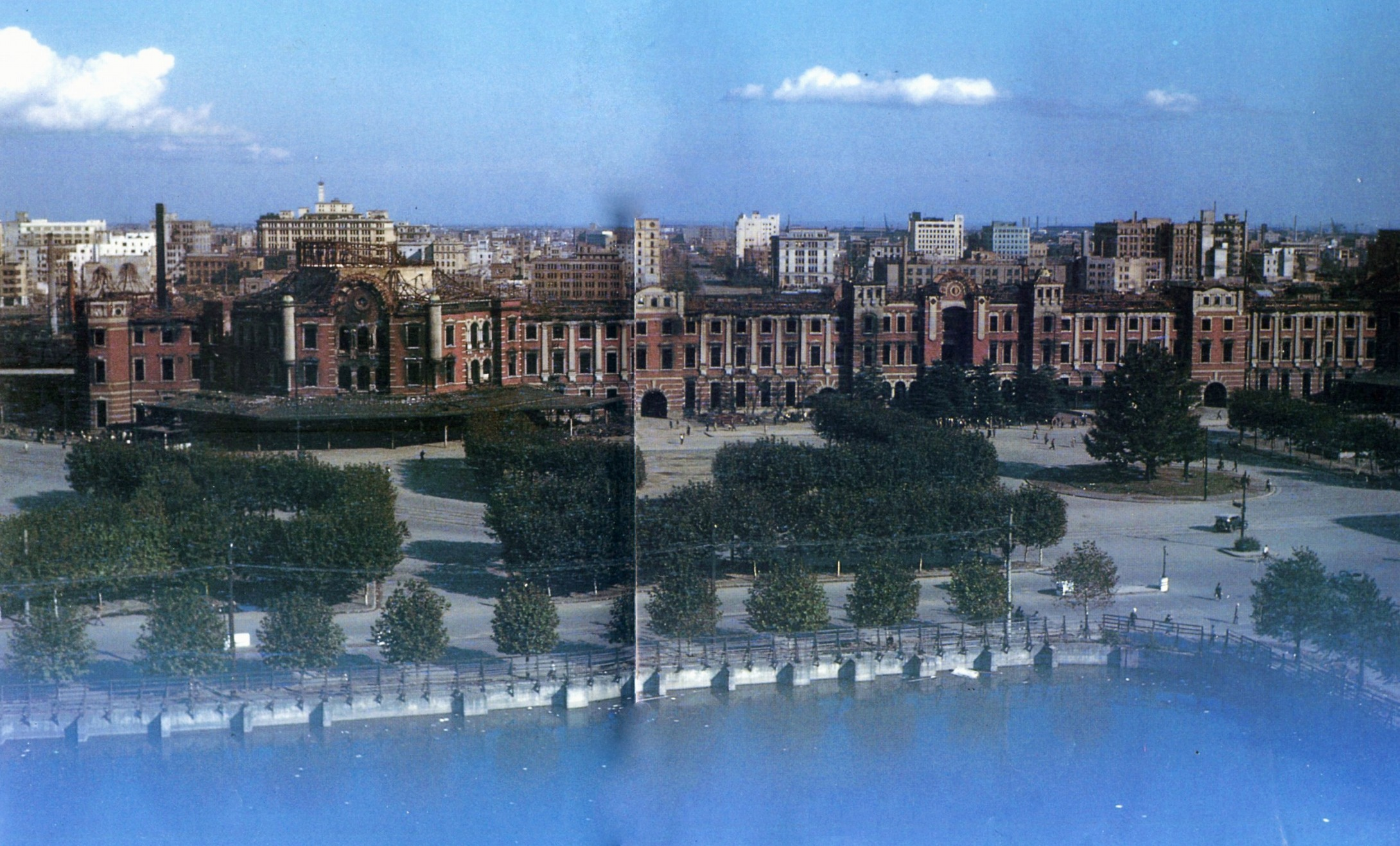
공습으로 소실된 역사 (1945년)

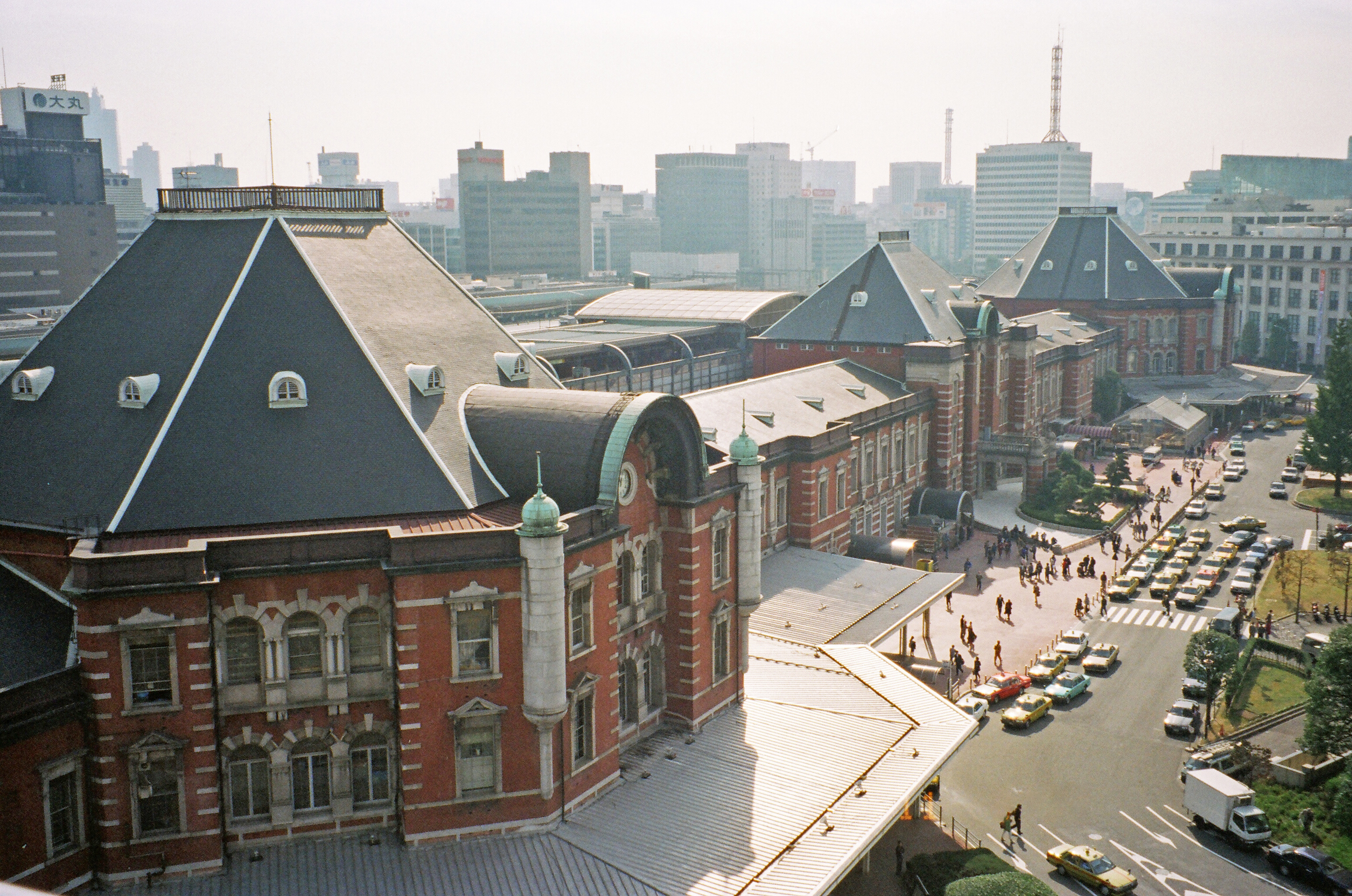
복원 공사 이전의 마루노우치구치 역사의 근경 (1997년)

태평양전쟁 말기 1945년 5월 25일 미 공군의 도쿄대공습으로 마루노우치 역사의 육군구에 소이탄이 착탄하여, 대화재를 일으켰다. 이에 따라 벽돌조의 벽과 콘크리트제의 바닥 등 구조체는 남았으나 철골조의 지붕은 불타 떨어져 내장의 내부분을 잃게 되었다.
동년 7월 종전 직후부터 복구계획이 입안되어 연말부터 1947년에 걸쳐 복구공사가 이루어졌다. 3개의 돔 부분의 외벽은 복구하였으나 안전성을 저어하여 그 외 소실이 두드러지게 나타난 3층 부분 내외벽은 철거되어 2층 건물이 되었다. 중앙 돔은 목조골조로 하여 원래의 형태를 복원하여 남북 양 돔은 원형에서 제형(梯形, 사다리꼴)으로 변경되었다. 처마 몰딩(軒蛇腹), 파라펫과 벽면, 주형(柱型), 창틀 등은 2층이 되어버렸음에도 충실히 복원되었다. 남북 돔 내의 홀 천정은 로마의 판테온을 모방한 디자인으로 변경되었다.
임시적인 수복이었으나 당시의 철도성과 오바야시구미의 노력으로 일본의 중앙역으로서 손색이 없는 디자인의 수복 일화가 전해 내려오고 있다.
한편 야에스구치에는 1948년 11월 16일 모던 디자인 건축의 야에스역사가 준공되었으나 이듬해 1949년 4월 29일 화재로 소실되었다. 1954년 10월 14일 철도회관빌딩이 세워져 다이마루가 개업하였다. 외호는 메워지고 고후쿠바시(呉服橋), 야스에바시, 가지바시(鍛冶橋)는 해체철거되었다.
또한 이 철도회관빌딩 건설을 전후하여 마루노우치 역사도 빈땅이 되어 적지에 24층 고층건물을 지을 구상도 존재했다. 빌딩의 테넌트로서는 외국의 영사관이나 대기업 상사가 입주하여 그 위에다 마루노우치와 야에스를 동서로 관통하는 고속도로를 정비한다는 장대한 프로젝트였으나, 프로젝트의 중심인물이었던 국철총재 소고 신지가 1963년 퇴임하면서 이 구상은 미완으로 남게 되었다.

### 신칸센의 개업과 최근
1964년 10월 1일 도카이도 신칸센이 개업하여 1972년 7월 15일에는 요코스카·소부쾌속선 지하홈, 1990년 3월 10일에는 게이요선 지하홈이 각각 운영을 개시하였다. 1991년 6월 20일에는 도호쿠 신칸센이 개설되었다.
2000년 마루노우치 역사를 창건 당초의 모습으로 복원하는 방침이 매듭을 짓게 되었다. 500억엔으로 책정된 복원공사의 비용은 도쿄역의 용적율을 마루노우치 지구의 고층빌딩에 이전(매각)하는 것으로 조달키로 했다. 복원공사 자체는 2007년 5월 30일 기공되어 2012년 10월 1일 완성되었다.
2015년 우에노 도쿄 라인이 개업하였다. 도호쿠 신칸센의 도쿄역 연장으로 1983년 이래 단절되어 있던 도쿄역-우에노역간 도호쿠 본선의 선로가 재개통되어 도카이도선과의 직통운행이 실현되었다.

### 향후
츠쿠바 익스프레스 연장·도시부 임해 지하철 구상
수도권신도시철도의 츠쿠바 익스프레스가 대심도 지하를 이용하여 아키하바라역에서 당역으로 접근하는 계획이 있으며 역은 마루노우치 나카도리 바로 아래에 건설될 예정이다. 1985년 운수성·운수정책심의회에 의한 운수정책심의 회답 신 제7호에서는 당역 기점에서의 정비를 요구하면서, 채산성의 문제로 아키하바라역 시발로 변경된 경위가 있다.
덧붙여 2016년 국토교통성·교통정책심의회에 의한 교통정책심의 회답 신 제198호에서는 츄오구가 추진하고 있는 '도심부·임해지역 지하철 구상'(국제전시장 방면)과의 일체 정비 및 상호 직통 운행이 포함되어 있다.
도심 직결선(신도쿄역)
게이세이 오시아게선 오시아게역과 게이큐 본선 센가쿠지역을 당역 경유로 연결하여 나리타공항에서 30분대, 하네다공항에서 20분대의 액세스를 실현시키는 도심 직결선의 구상이 있다. 이 구상에서는 게이큐와 게이세이의 통근열차도 입선하고, 설치 장소는 쓰쿠바 익스프레스와 마찬가지로 마루노우치 나카도리의 바로 아래가 유력해지고 있었지만 현재 진전은 없다.

## 승강장과 역 구조

### JR 노선
- 도카이도 신칸센
  - 관할 철도 회사: 도카이 여객철도
  - 승강장 형태: 섬식 승강장 3개 6선 (14, 15, 16, 17, 18, 19번 승강장)
- 도호쿠 신칸센
  - 관할 철도 회사: 동일본 여객철도
  - 승강장 형태: 섬식 승강장 2개 4선 (20, 21, 22, 23번 승강장)
- 도카이도 본선
  - 관할 철도 회사: 동일본 여객철도
  - 승강장 형태: 섬식 승강장 2개 4선 (7, 8, 9, 10번 승강장)
- 야마노테선과 게이힌 도호쿠 선
  - 관할 철도 회사: 동일본 여객철도
  - 승강장 형태: 섬식 승강장 2개 4선 (3, 6번은 게이힌 도호쿠 선, 4, 5번은 야마노테 선)
- 주오 쾌속선
  - 관할 철도 회사: 동일본 여객철도
  - 승강장 형태: 섬식 승강장 1개 2선 (1, 2번 승강장)
- 소부 쾌속선
  - 관할 철도 회사: 동일본 여객철도
  - 승강장 형태: 지하 섬식 승강장 2개 4선 (소부 지하 1, 2, 3, 4번 승강장)
- 게이요선
  - 관할 철도 회사: 동일본 여객철도
  - 승강장 형태: 지하 섬식 승강장 2개 4선 (게이요 선 지하 1, 2, 3, 4번 승강장)

지상 부분 (1, 2번 승강장은 3층, 나머지 2층)
↑ 간다 · 다카오 · 우에노 · 오미야 방면

| １２ |   | ３４ | | ５６ | | ７８ | | ９10 |   | 2021 | | 2223 |   | 1415 | | 1617 | | 1819 |

유라쿠초·신바시·시나가와·요코하마 방면↓
소부 쾌속선, 요코스카선 지하 부분 (지하 5층)
↑신니혼바시·긴시초·지바 방면

| １２ | | ３４ |

신바시·시나가와·요코하마 방면↓
게이요선 지하 부분 (지하 5층)
| １２ | | ３４ |

핫초보리·마이하마·니시후나바시·소가 방면↓
| 1・2             | 주오선（쾌속)                                                        | 신주쿠・나카노・미타카・다치카와・하치오지・다카오・하이지마・오메 방면               |
| 1・2             | ■주오 본선 특급「가이지호」                                          | 오쓰키・고후 방면（동경발 하루 4편）                                                  |
| 1・2             | 주오선「주오 라이너・오메 라이너」                                   | 다치카와・하치오지・다카오・하이지마・오메 방면                                       |
| 3                | 게이힌 도호쿠선                                                      | 우에노 · 아카바네 · 오미야 방면                                                       |
| 4                | 야마노테 선                                                          | 우에노 · 이케부쿠로 방면                                                              |
| 5                | 야마노테 선                                                          | 시나가와 · 시부야 방면                                                                |
| 6                | 게이힌 도호쿠 선                                                     | 시나가와 · 가와사키 · 요코하마 · 오후나 방면                                          |
| 7·8              | 우에노 도쿄 라인 (우츠노미야 선・■타카사키 선・조반 쾌속선・■조반선) | 우에노・오미야・우쓰노미야・다카사키・마쓰도・쓰치우라・미토 방면                     |
| 7·8              | ■특급 히타치・토키와                                                 | 쓰치우라・미토・이와키 방면                                                           |
| 9·10             | 도카이도선                                                           | 요코하마・오후나・히라쓰카・오다와라・아타미・시즈오카 방면                           |
| 9·10             | ■도카이도선「쇼난 라이너」「쾌속 아쿠티호」                          | 후지사와・지가사키・오다와라 방면                                                     |
| 9·10             | ■특급 슈퍼 뷰 오도리코호                                             | 아타미・이토・이즈큐시모다・슈젠지 방면                                               |
| 9·10             | ■도카이도 본선（침대특급 등）- 선라이즈, 긴가                        | 오사카・이즈모시・시코쿠 방면                                                         |
| 20~23            | ■도호쿠・야마가타・아키타・홋카이도 신칸센                           | 센다이・모리오카・하치노헤・신아오모리・야마가타・신조・아키타・신하코다테호쿠토 방면 |
| 20~23            | ■조에쓰・호쿠리쿠 신칸센                                             | 에치고유자와・니가타・나가노・이토이가와 · 도야마・가나자와 · 쓰루가 방면             |
| 14~19            | ■도카이도・산요 신칸센                                               | 시나가와・신요코하마・나고야・신오사카・오카야마・히로시마・하카타 방면               |
| 소부 지하 1・2   | 요코스카선                                                           | 요코하마・오후나・가마쿠라・즈시・요코스카・구리하마 방면                             |
| 소부 지하 1・2   | 소부선（쾌속)                                                        | 지바 방면（일부）                                                                     |
| 소부 지하 1・2   | ■소부 본선・나리타선 특급「시오사이호」                              | 나루토・사와라・조시 방면                                                             |
| 소부 지하 3・4   | 소부선（쾌속)                                                        | 긴시초・후나바시・지바・나리타・나리타 공항・가시마진구 방면                          |
| 소부 지하 3・4   | 요코스카선                                                           | 요코하마 방면（일부）                                                                 |
| 소부 지하 3・4   | ■공항특급「나리타 익스프레스」                                       | 나리타 공항 방면                                                                      |
| 게이요 지하 1～4 | 게이요선                                                             | 신키바・마이하마・가이힌마쿠하리・소가 방면                                           |
| 게이요 지하 1～4 | 무사시노선 직결 쾌속                                                 | 마이하마・니시후나바시・후추혼마치 방면                                               |
| 게이요 지하 1～4 | ■우치보선・소토보선 특급「사자나미호」「와카시오호」                 | 소가・가쓰우라・다테야마・아와카모가와 방면                                           |

### 지하철 노선
- 마루노우치선
  - 관할 철도 회사: 도쿄 지하철
  - 승강장 형태: 지하 섬식 승강장 1개 2선 (1, 2번 승강장)
  - 역 번호: M-17

| 1 | ○마루노우치선 | 긴자・신주쿠・오기쿠보・나카노후지미초 방면 |
| 2 | ○마루노우치선 | 오테마치・고라쿠엔・이케부쿠로 방면         |

### 그 외의 사항
- 이전에는 츄오선 2번 승강장(현재 야마노테선 내선순환 4번 승강장)과 게이힌 도호쿠선 북행 3번 승강장(현재 야마노테선 외선순환 5번 승강장) 사이에는 선로가 1개 있었지만, 츄오선 승강장 확장으로 이 선로가 2번 승강장(현재 4번 승강장)이 되어 구 2번 승강장은 철거되었다. 이 선로는 마찬가지로 선로만 존재했던 도카이도 본선의 11·16번 승강장과는 달리 번호가 부여되지 않았다.
- 1997년 10월 호쿠리쿠 신칸센 다카사키 - 나가노 개업으로 승강장 이전이 실시되었다. 우선 1995년 7월 츄오선 승강장을 고가 승강장으로 이전하고, 그 후 10월 - 12월 사이에 야마노테선·게이힌 도호쿠선 승강장, 1996년 6월 - 1997년 7월 사이에 도카이도선 승강장을 각각 1면씩 마루노우치출입구 방향으로 이전했다. 또한 도카이도선 승강장의 이설시에는 1번 승강장을 철거하고 2면 3선화한 것 외에, 일시기에 9번 승강장이 가설 승강장이었던 적이 있다.
  - 현재의 츄오선 승강장은, 마루노우치 출입구측 역사와 구 츄오선 승강장(현재의 게이힌 도호쿠선 북행 3번 승강장 및 야마노테선 내선순환 4번 승강장) 사이의 약간 좁은 부지 내에 설치되어 있어, 약간 3·4번선 승강장쪽으로 돌출되어 있다. 결과적으로는 마루노우치역사를 훼손하지 않고 보존할 수 있는 형태가 되었다.

#### 지하수 상승문제
도쿄역은 원래 바다에 가까운데다 지하수위가 상대적으로 높고, 지하수 상승에 의한 승강장 등의 구조물 부상 문제에 노출되어 있다. 특히 지하 소부선 승강장은 마루노우치 측 로타리 바로 아래에 있어, 위에 건물 등의 구조물이 없다시피한(지하수 부력에 의한 지하역 구조물이 떠오르는 것을 억제할 만한 반력이 없다) 구조상의 조건으로 특히 부상의 영향이 현저하다. 과거의 상습 지반침하로 지하수의 펌핑이 조례에 의해 금지되고 있어 이것도 지하수위 상승의 이유가 되고 있다. 지하 소부선 승강장에서는 승강장이 지하 5층인데 비해 지하수는 지하 3층 부근까지 도달하고 있었으며 1999년 9월에는 부상 방지책으로서 승강장층에 철제 무게를 두거나 앵커를 매설하는 공사가 실시되었다. 그 후 2002년 7월부터 당역에서 시나가와구의 타치아이강까지 전체 길이 12km에 이르는 도수관이 부설되어 있다. 용출 지하수를 그대로 하수로 흘리면 하수도 요금이 과금되기 때문에, 지불 요금을 경감하고 싶은 JR동일본, 전형적인 도시형 중소 하천으로 통상은 수량이 적고 악취 등이 발생하는 타치아이강의 문제를 해결하고 싶은 도쿄도의 생각이 일치한 결과였다. 도쿄역에서 다치아이강 상류부까지의 도수관 건설 비용을 JR이 부담하는 대신, 용출 지하수를 타치아이강에 방류하면서 하수도 요금 부담이 없어져, 결과적으로 수량의 증가와 악취의 발생 방지를 도모할 수 있는 구조이며, 부차적인 효과로 2003년 바다에서 부화한 보라의 치어의 무리가 타치아이강에서 출몰하고 있다. 마찬가지로 우에노역 신칸센 지하 승강장의 용출 지하수도 우에노 공원의 시노바즈 연못으로의 도수관에 의해 방류되고있다.

## 노선별 역명판

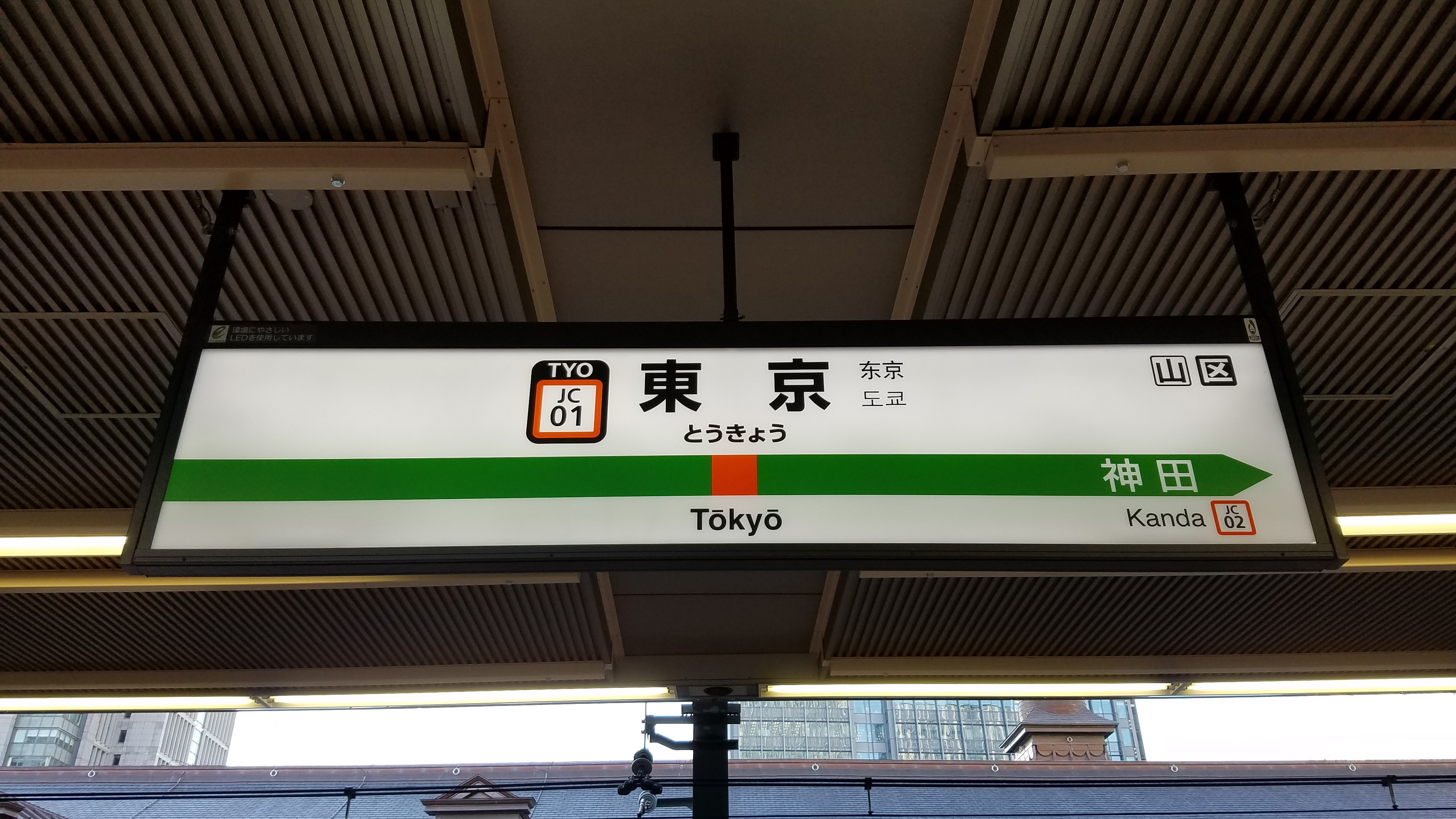
주오 쾌속선
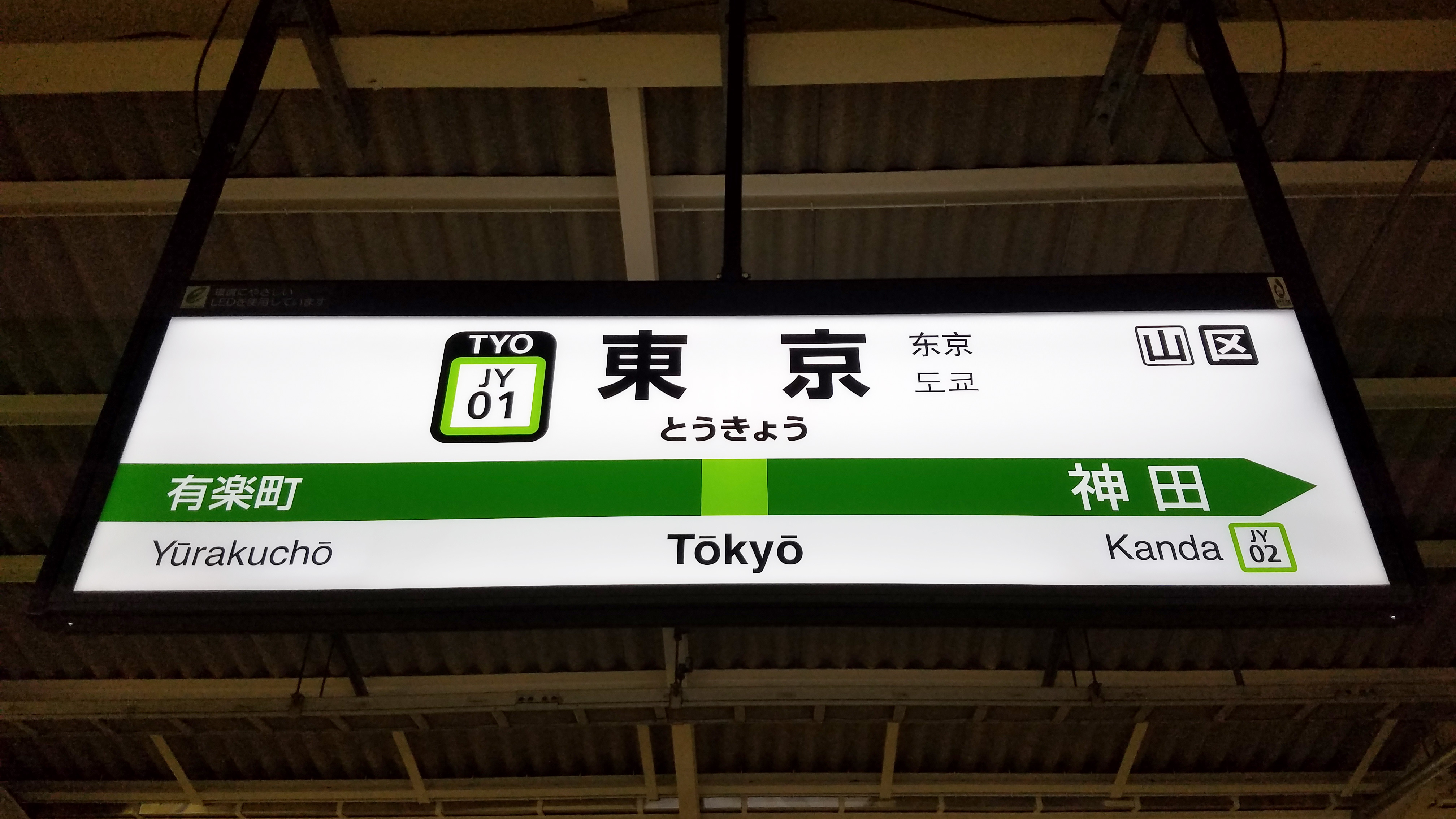
야마노테선
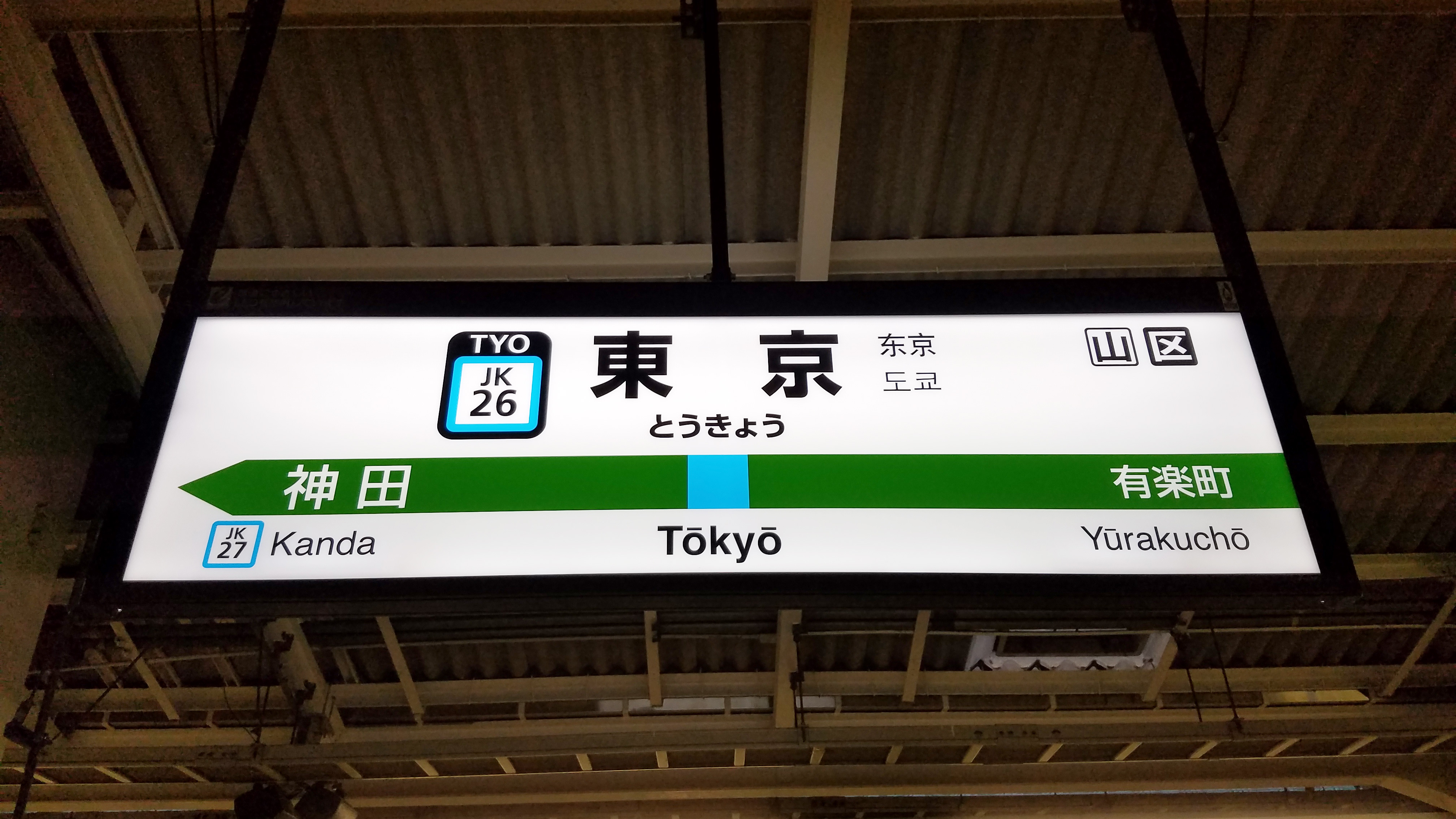
게이힌도호쿠선
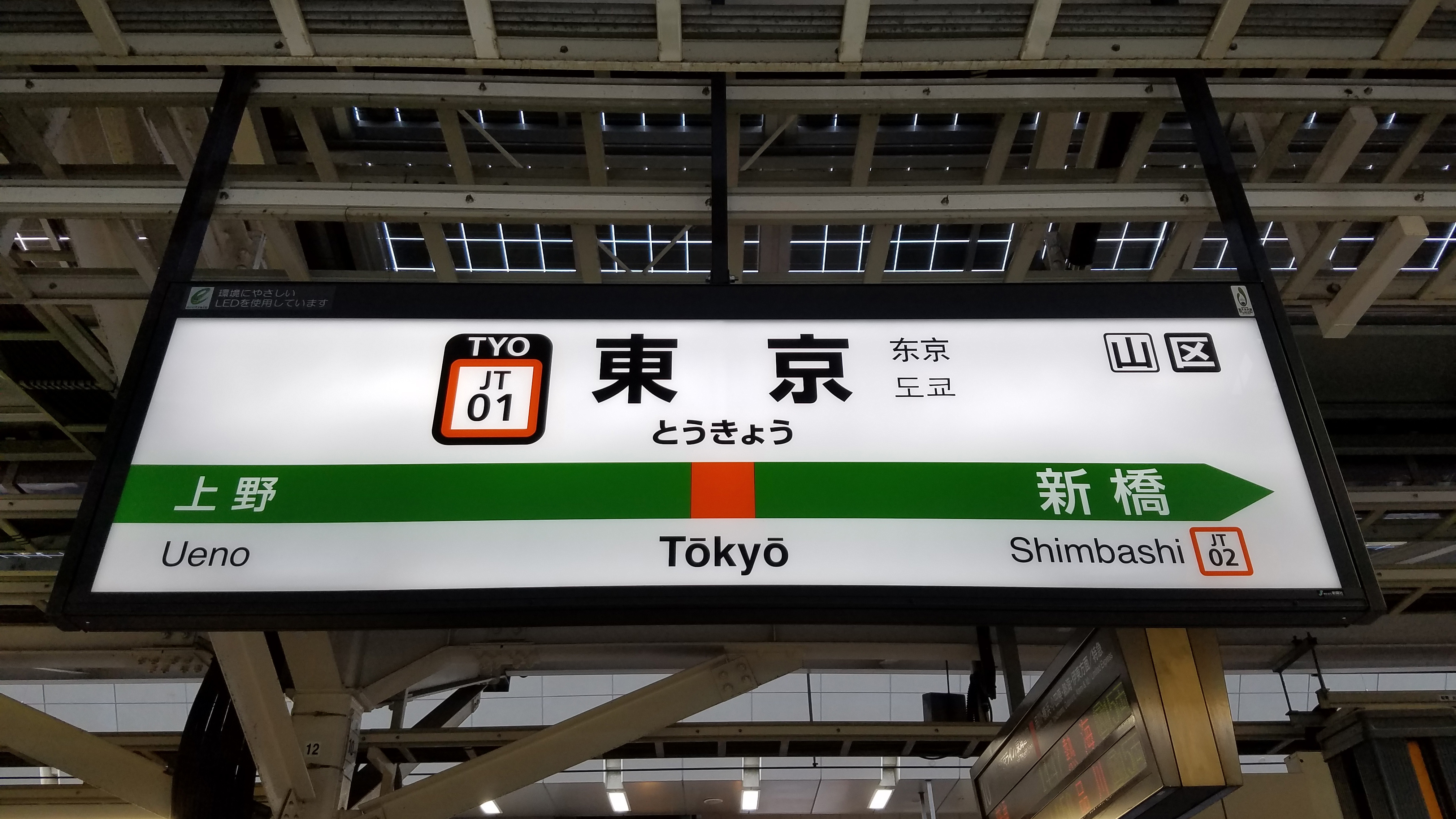
도카이도선
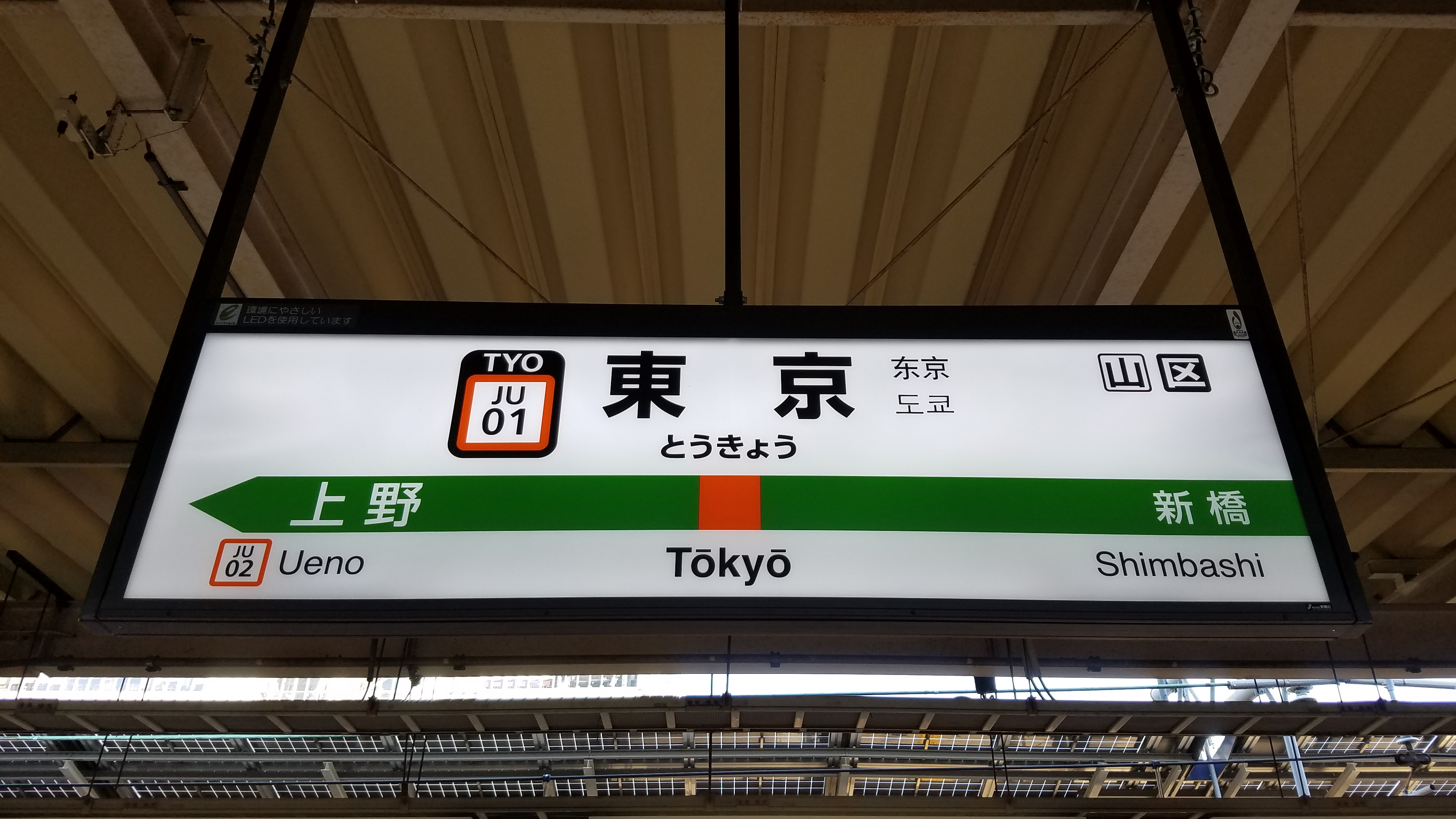
우에노도쿄라인
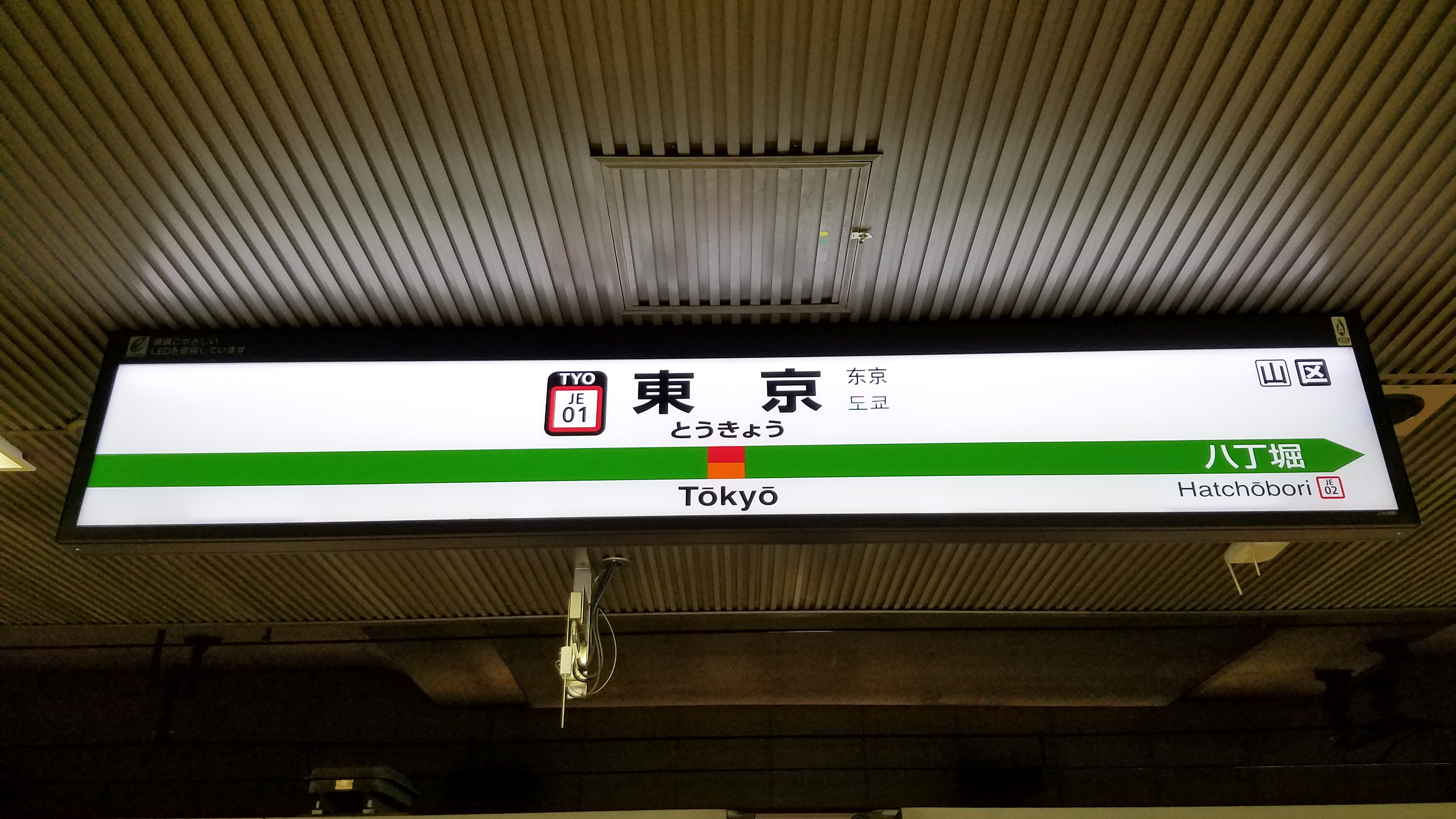
게이요선
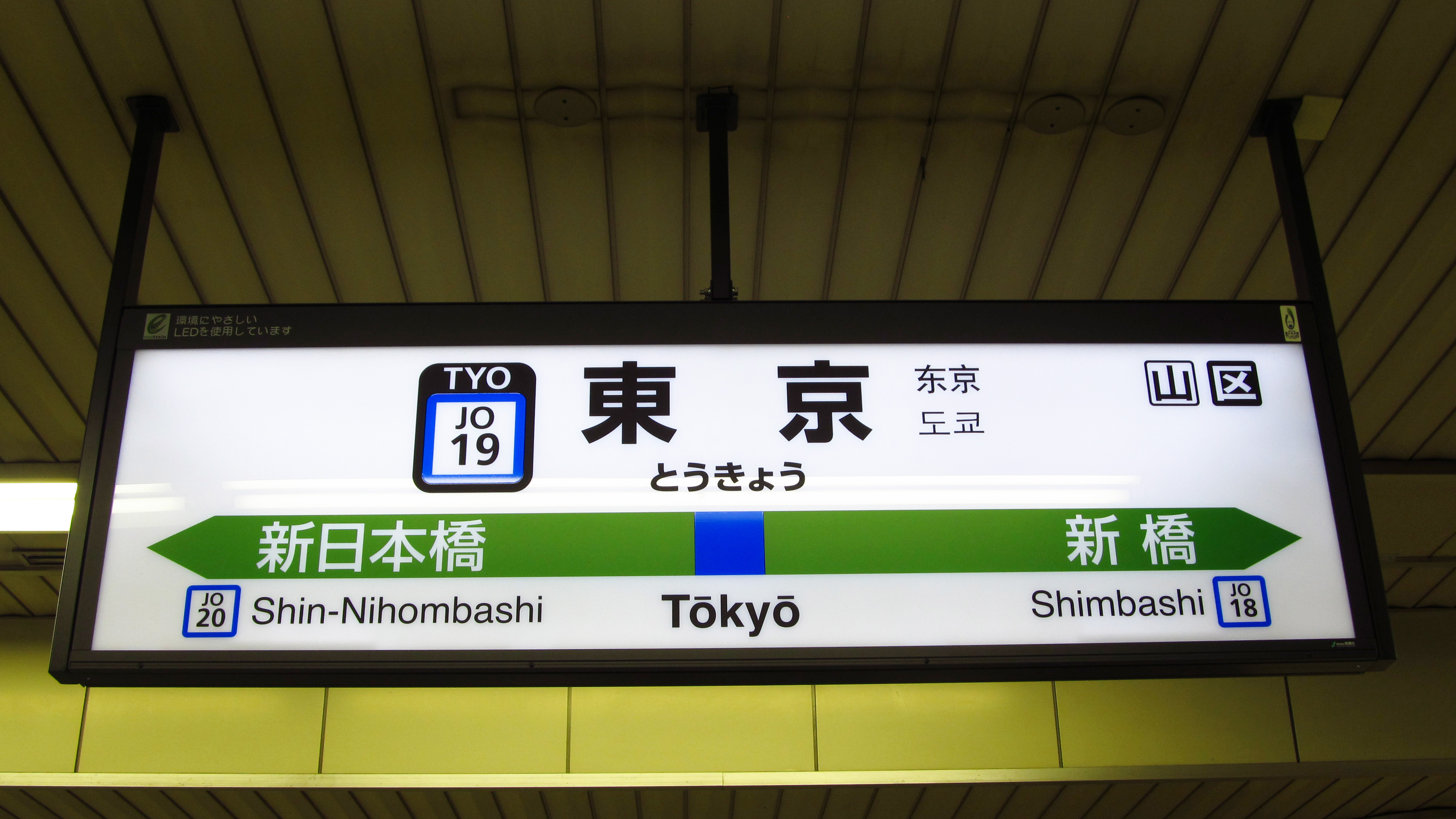
요코스카선
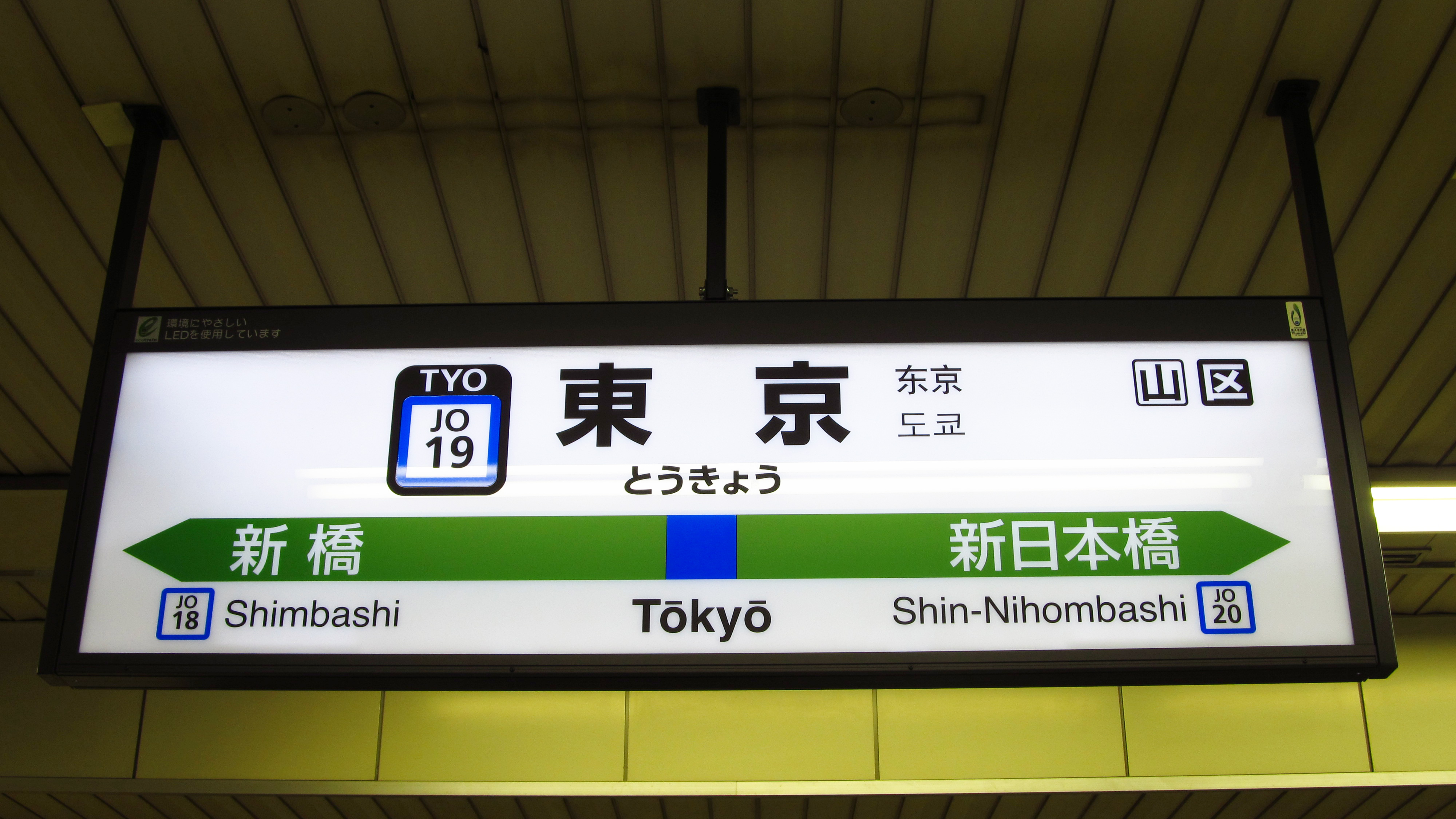
소부 쾌속선

## 역세권 정보
- 국도 1호선
- 국도 15호선
- 일본은행
- 고쿄
- 도쿄 증권거래소
- 오테마치역
- 니주바시마에역
- 니혼바시역

### 호텔
- 토쿄 스테이숀 호텔(Tokyo Station Hotel;2011년 개업)
- 팔레스 호텔(Palace Hotel;2012년 개업)
- 마루노우치 호텔(Marunouchi Hotel)
- 포시즌 호텔 마루노우치 토쿄(Four Seasons Hotel Marunouchi Tokyo)
- 호텔 메트로폴리탄 마루노우치(Hotel Metropolitan Marunouchi)
- 샹그릴라 호텔 토쿄(Shangri-La Hotel Tokyo)
- 케이오 프렛소 인 오테마치(Keio Presso Inn Otemachi)
- 만다린 오리엔탈 토쿄(Mandarin Oriental Tokyo)

## 역 연혁
- 1914년 영업 개시
- 1945년 미군 공습으로 인해 역사 반파
- 1951년 역사 보수 완료
- 1964년 도카이도 신칸센 영업 개시
- 1991년 도호쿠, 조에쓰 신칸센 연장 영업 개시
- 1997년 나가노 신칸센 영업 개시
- 2015년 우에노도쿄라인 영업 개시, 호쿠리쿠 신칸센 가나자와 연장 영업 개시
- 2016년 홋카이도 신칸센 영업 개시, 도쿄역까지 직결 운행 개시.

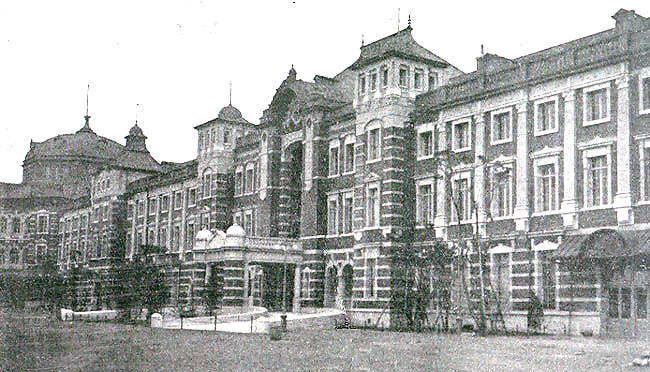
1914년 준공 당시 모습
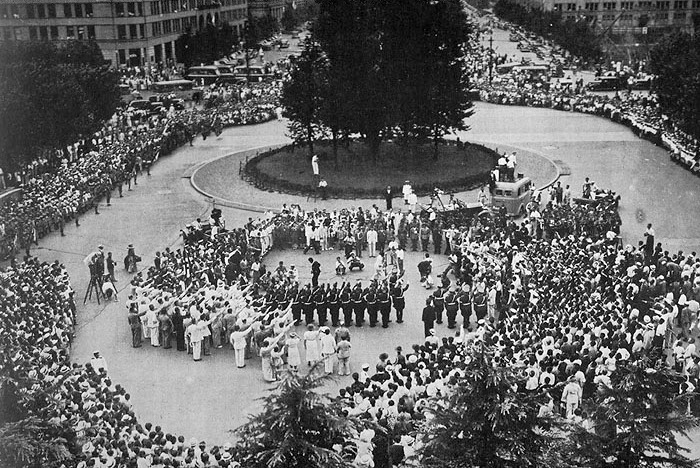
1938년 도쿄역앞에서 일본인들이 히틀러 유겐트를 환영하는 모습
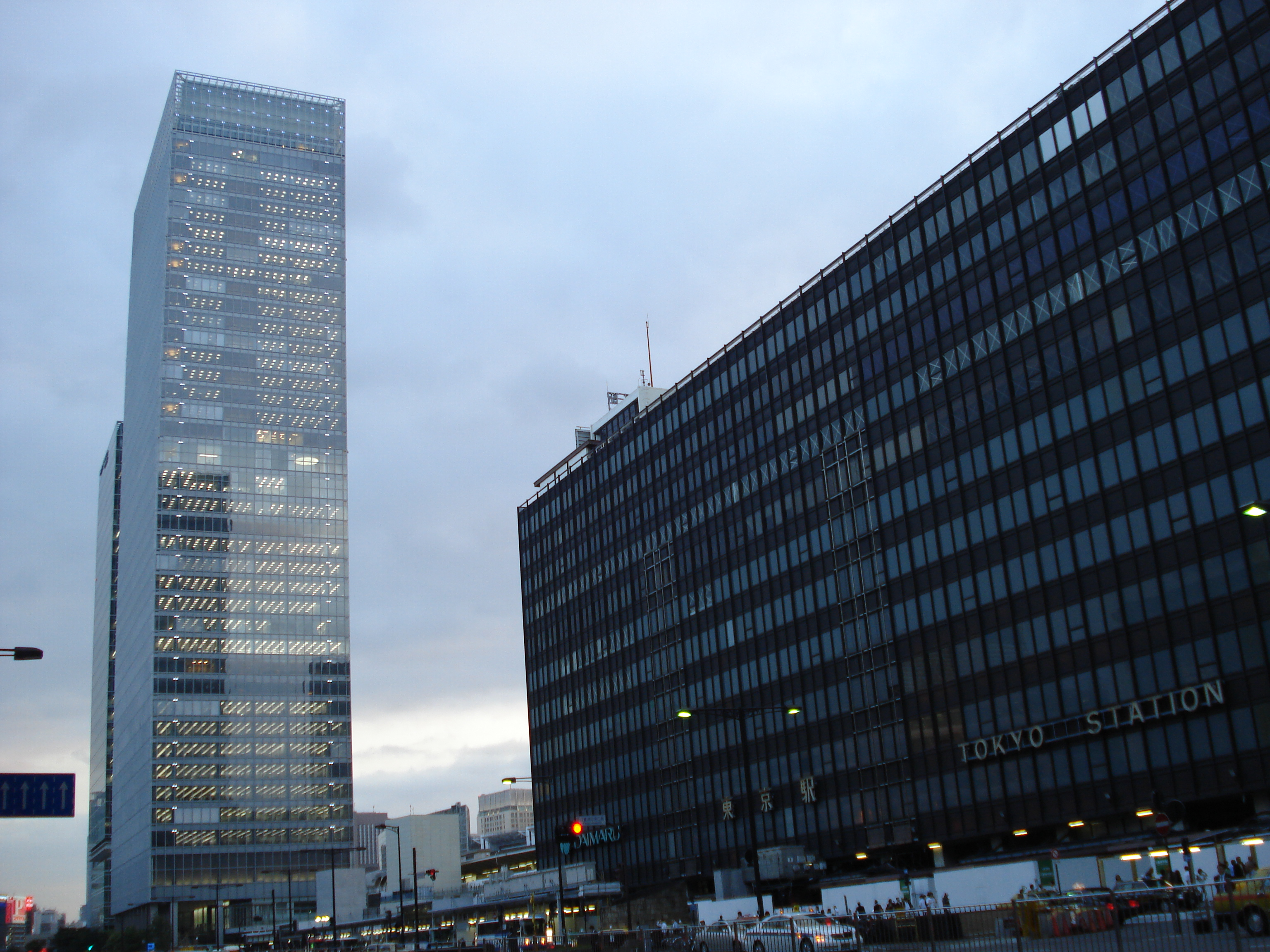
2007년, 야에스 측 모습
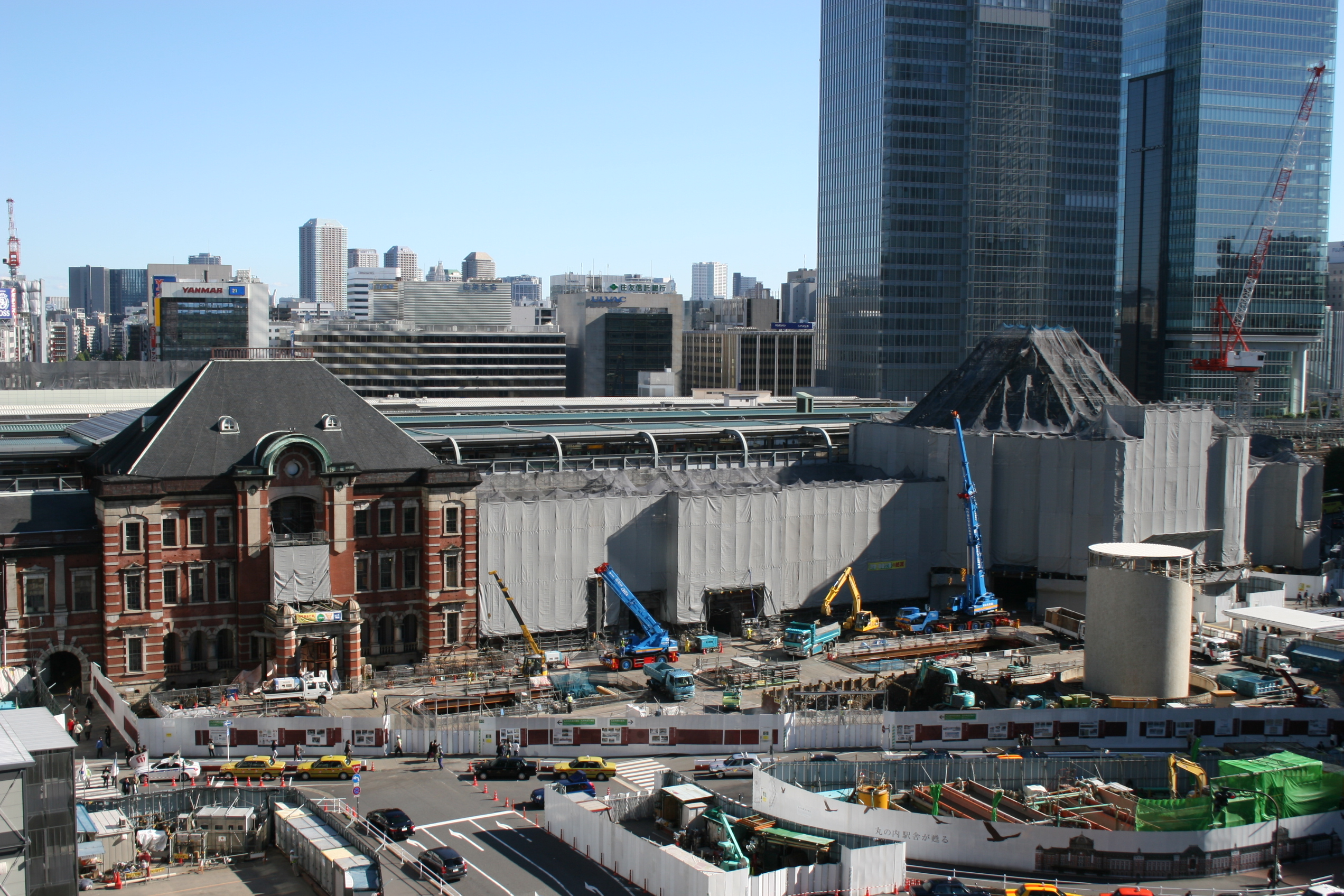
2009년 11월 보수 중인 마루노우치 측 모습

## 갤러리(JR선)

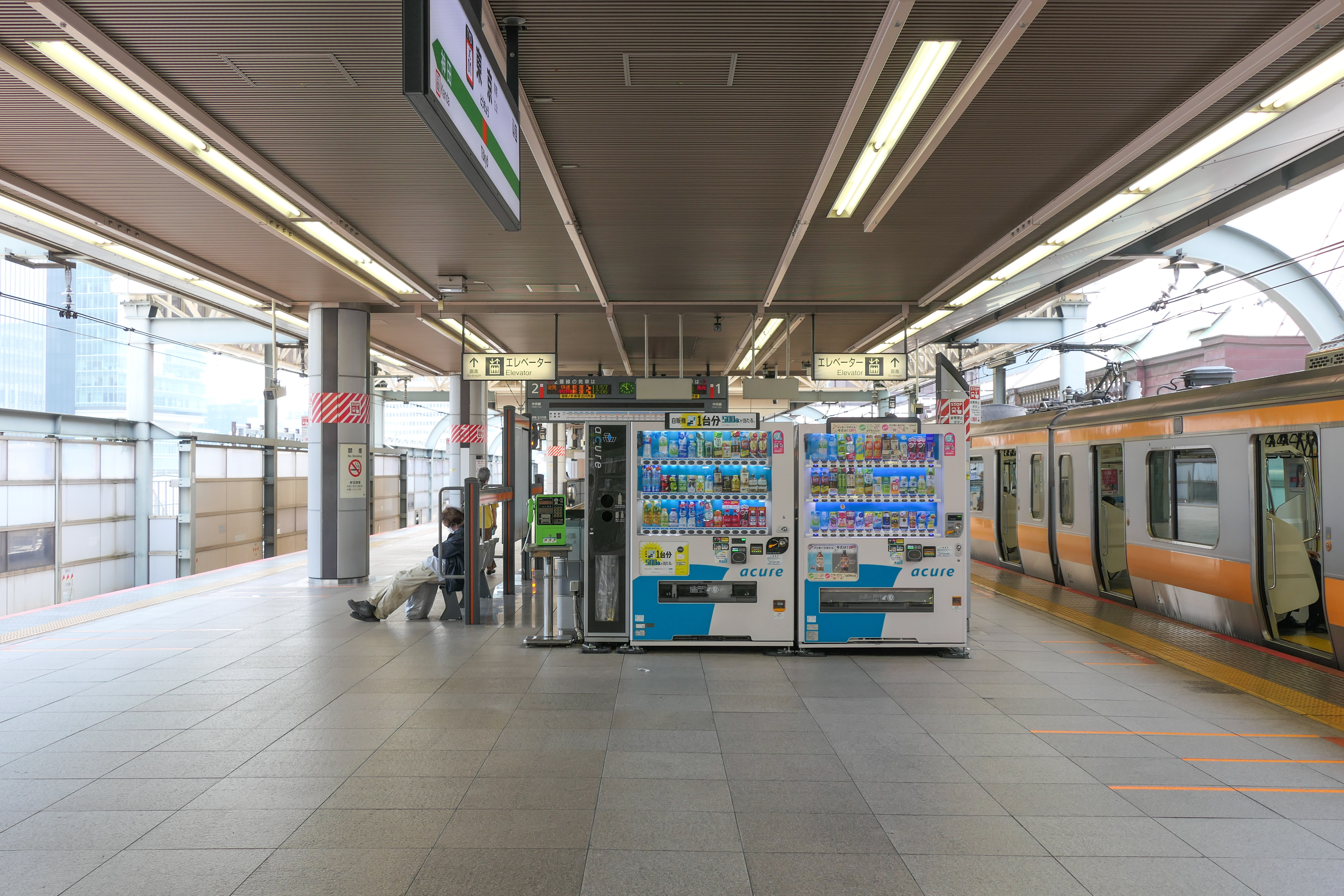
1·2번선(주오 쾌속선) 승강장
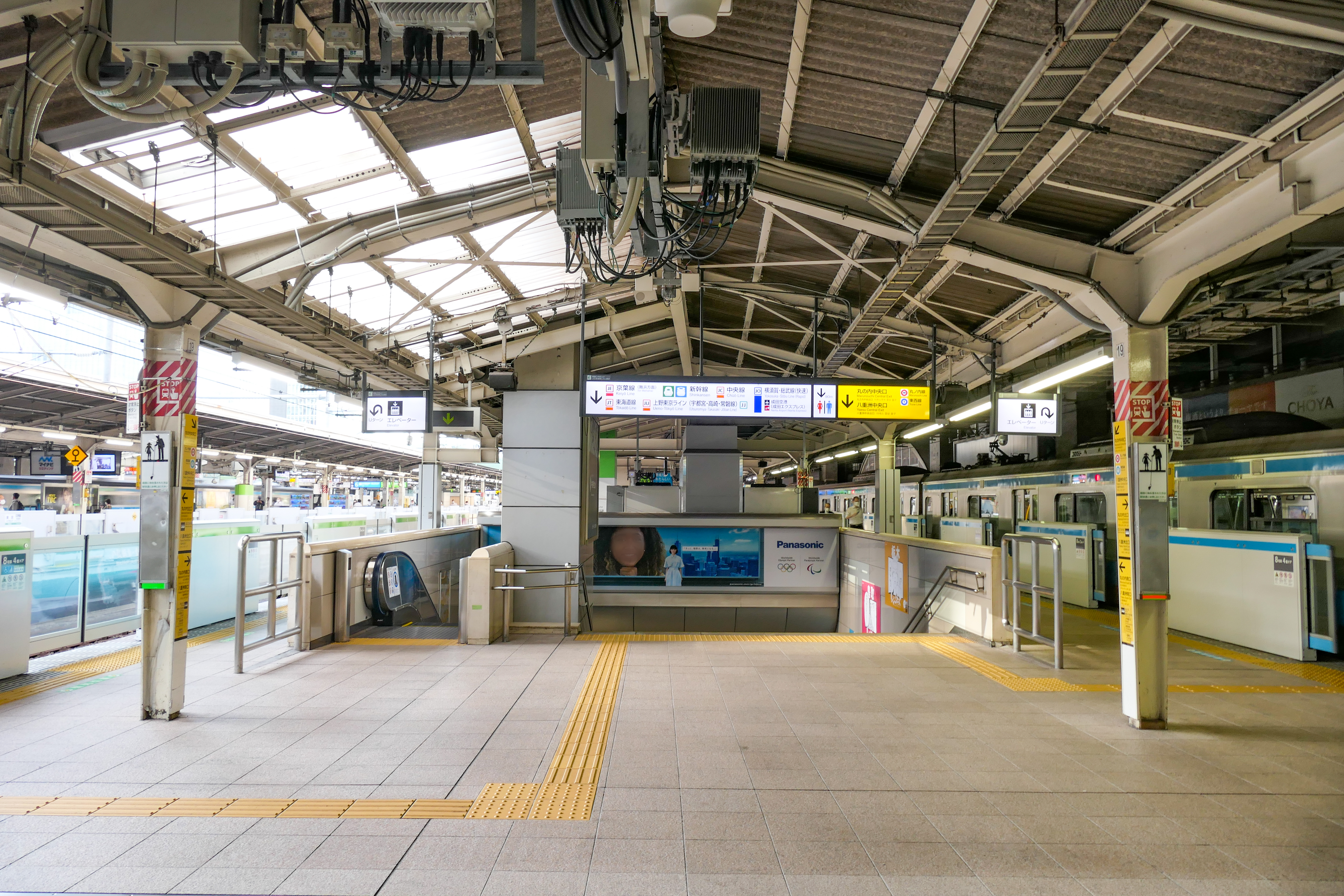
3·4번선(게이힌 도호쿠선·야마노테 선) 승강장
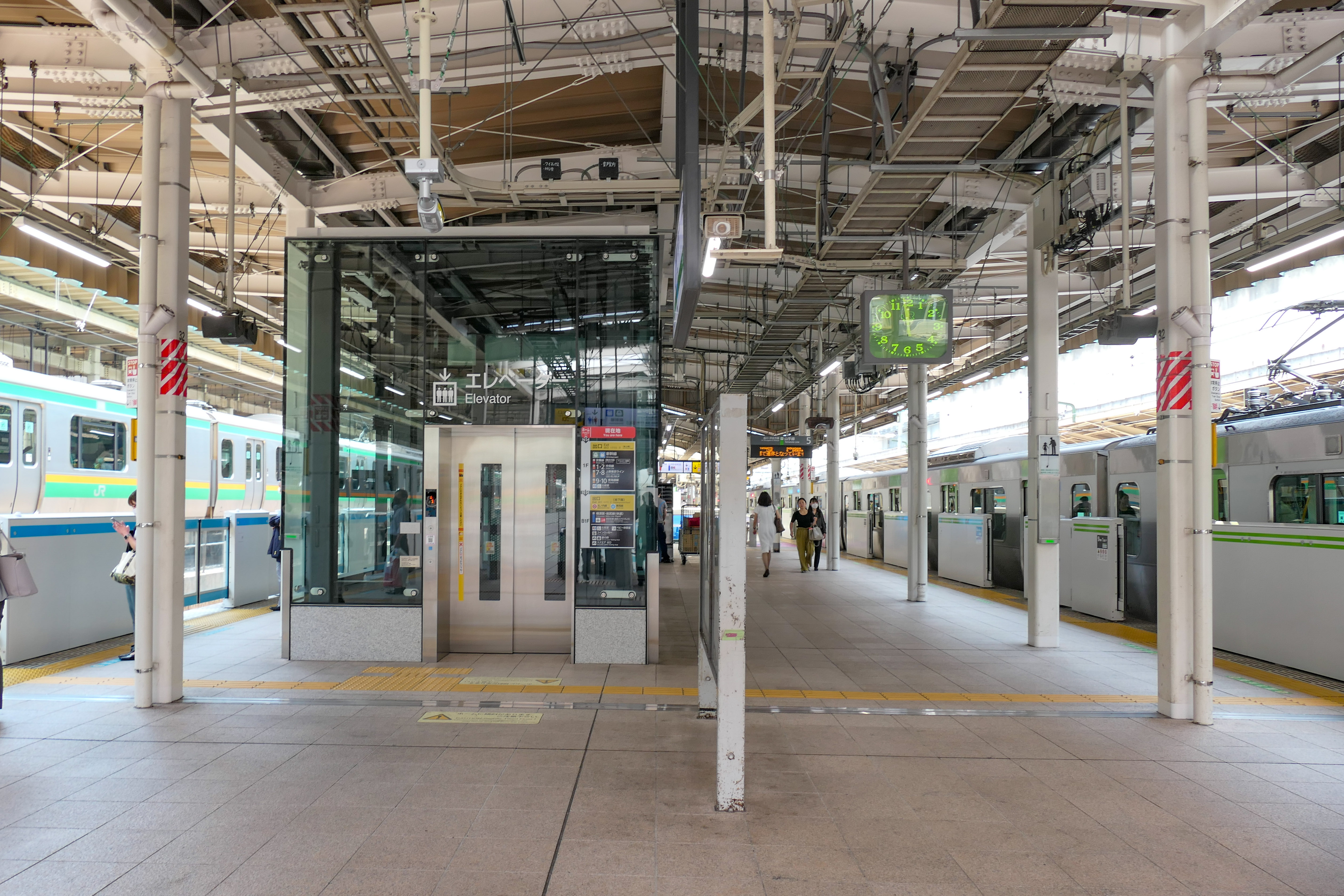
5·6번선(야마노테 선·게이힌 도호쿠선) 승강장
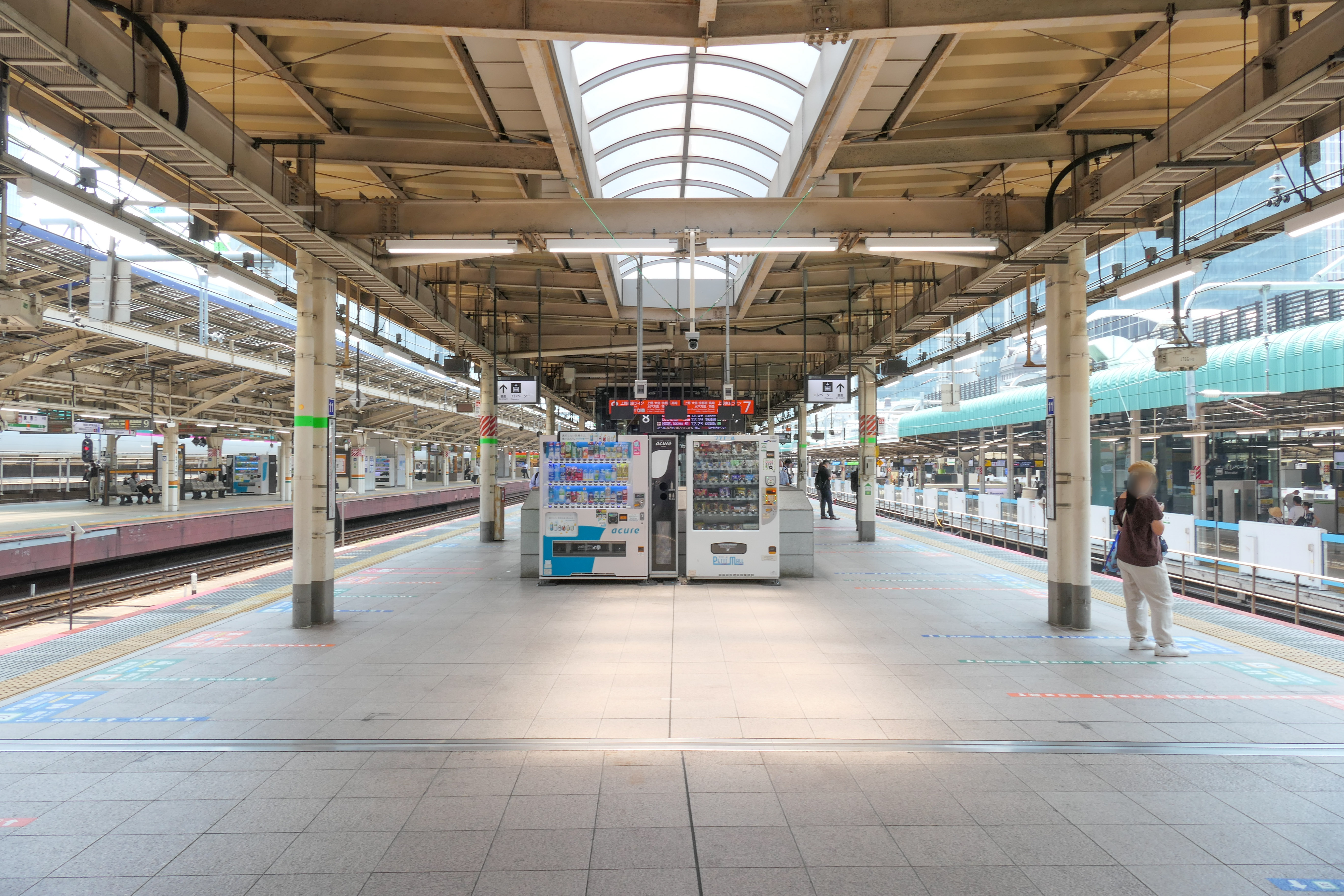
7·8번선(우에노 도쿄라인) 승강장
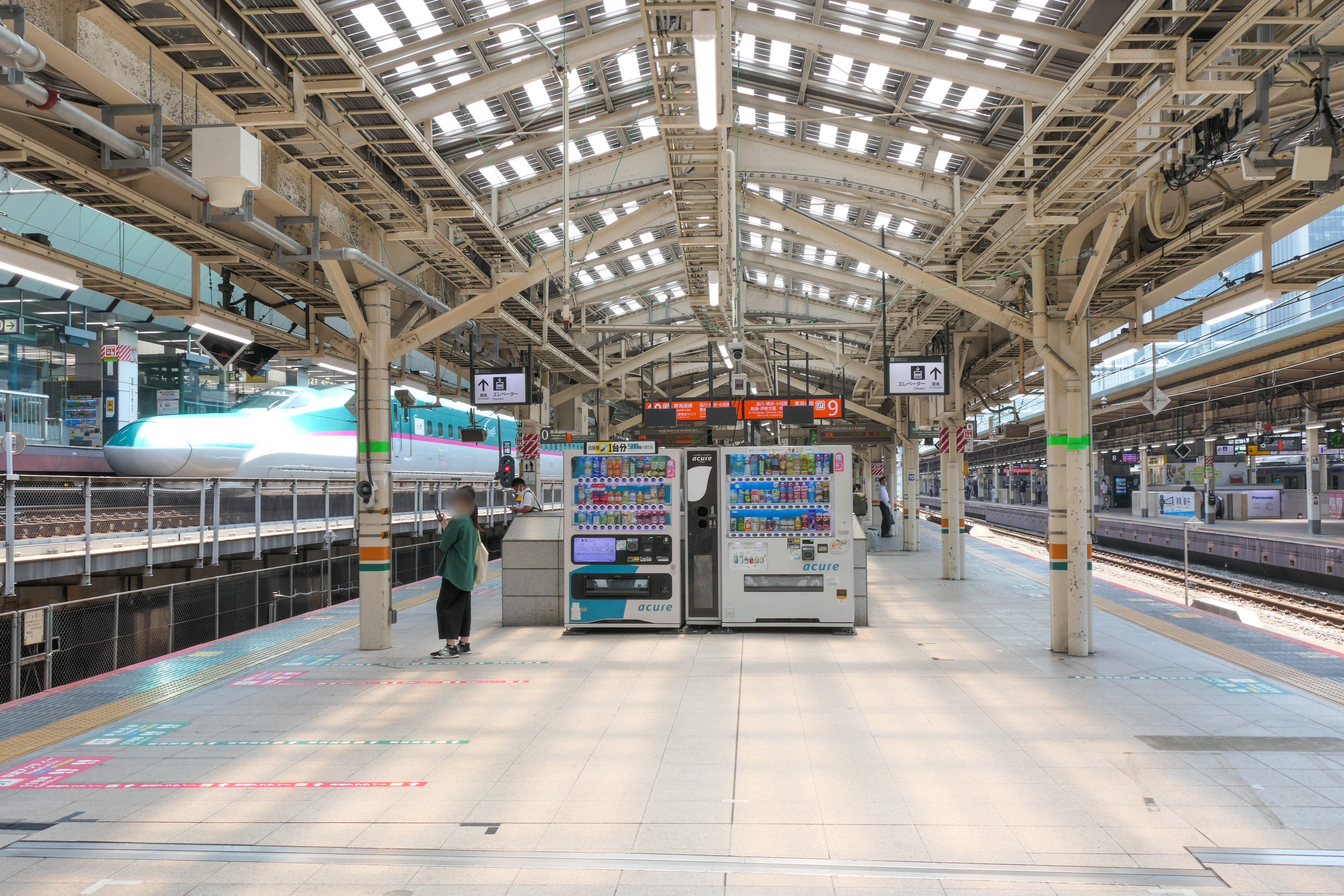
9·10번선(도카이도 선) 승강장

### 갤러리(JR선 소부지하홈)

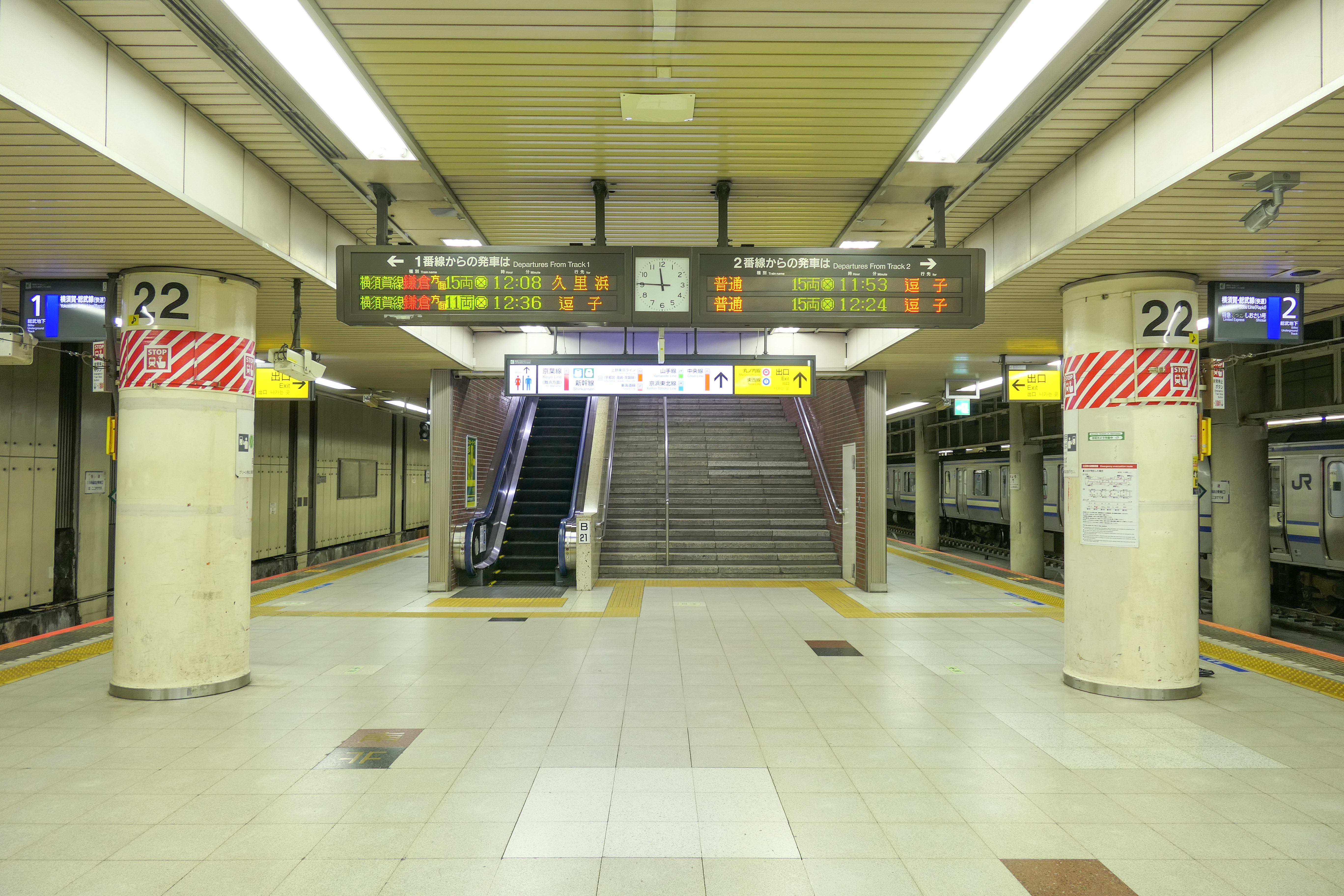
1·2번선(요코스카 선) 승강장 구리하마 지바방면
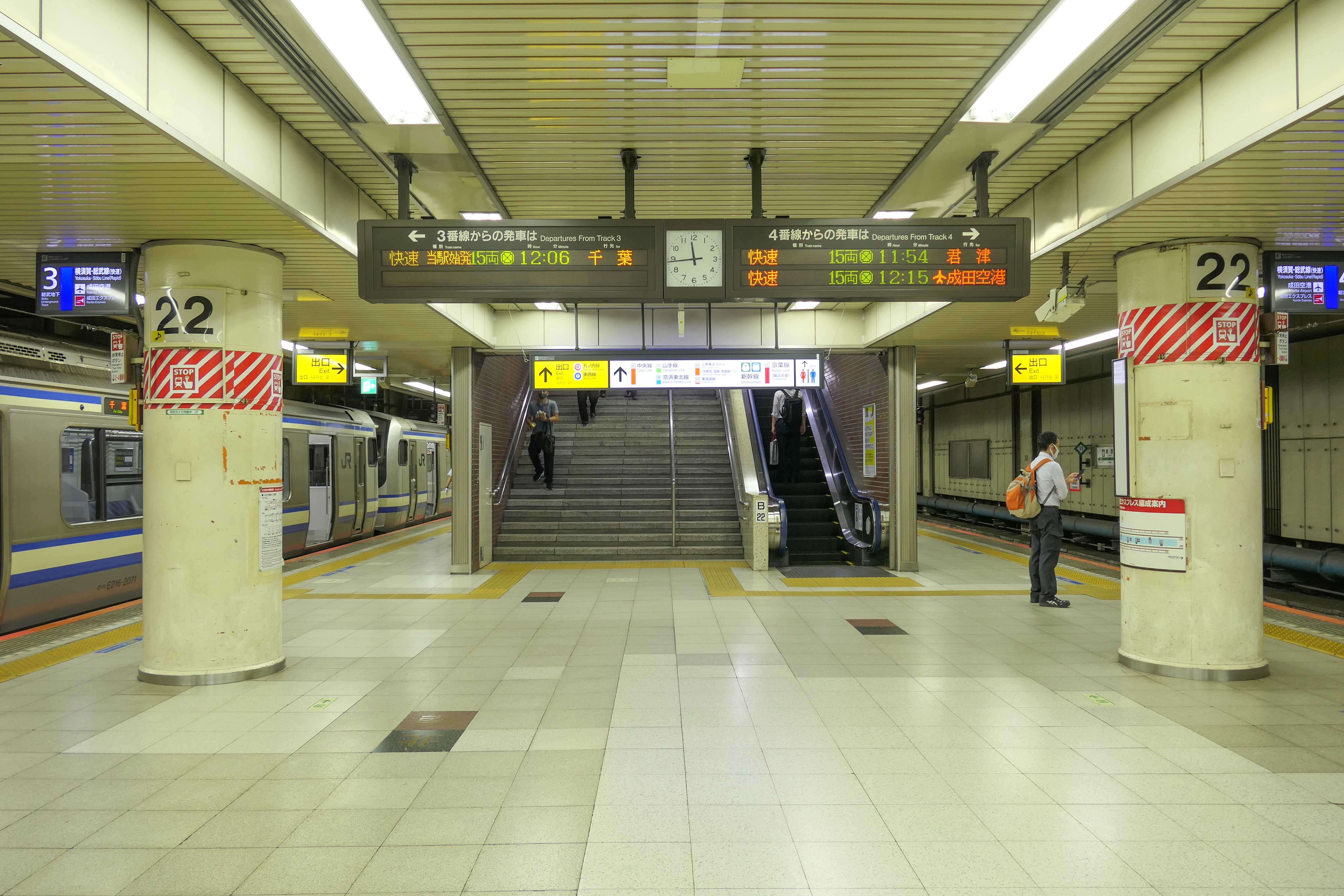
3·4번선(소부 쾌속선·특급 나리타익스프레스) 승강장 지바방면

### 갤러리(JR선 게이요지하홈)

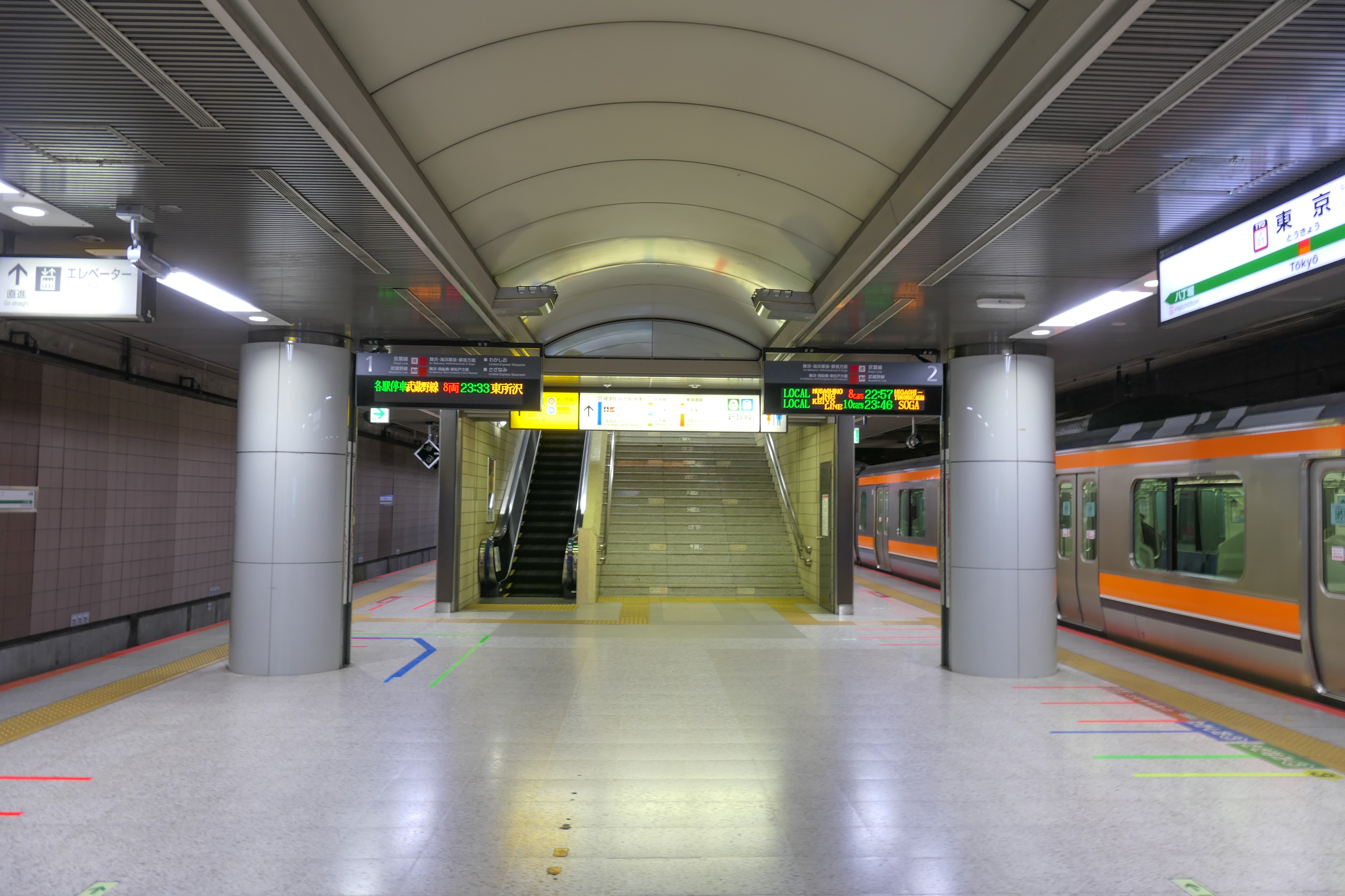
1·2번선 승강장
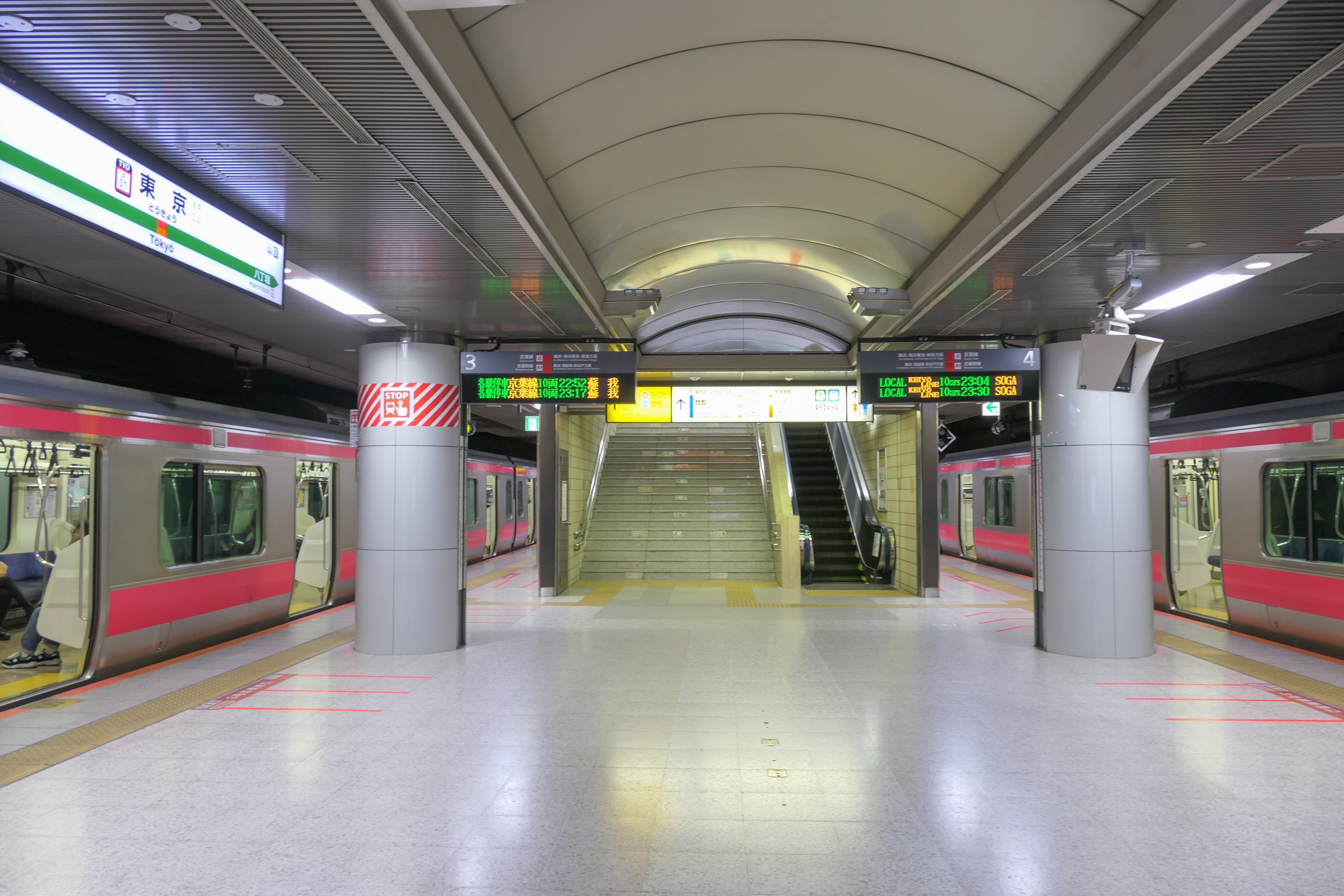
3·4번선 승강장

## 갤러리(도쿄 메트로)

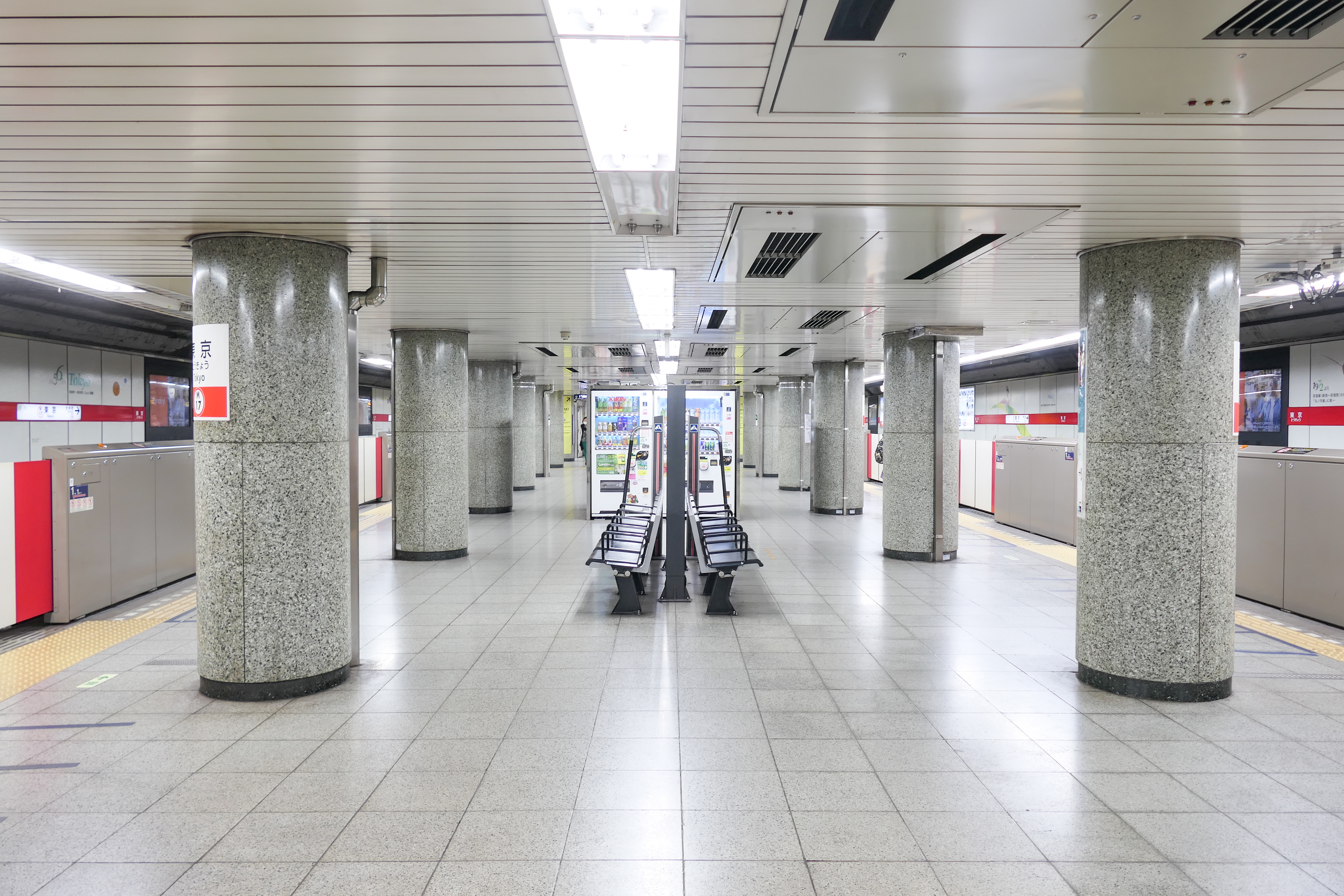
마루노우치 선 승강장（2022년7월）

## 인접역
| 도카이 여객철도 도카이도 신칸센 · 서일본 여객철도 산요 신칸센     | 도카이 여객철도 도카이도 신칸센 · 서일본 여객철도 산요 신칸센               | 도카이 여객철도 도카이도 신칸센 · 서일본 여객철도 산요 신칸센 |
| ----------------------------------------------------------------- | --------------------------------------------------------------------------- | ------------------------------------------------------------- |
| 시·종착역                                                         | 노조미 호 · 히카리호 · 고다마호                                             | 시나가와 하카타 · 히로시마 · 신오사카 방면                    |
| 동일본 여객철도 도호쿠 신칸센 · 홋카이도 여객철도 홋카이도 신칸센 |                                                                             |                                                               |
| 시·종착역                                                         | 하야부사 · 하야테 · 야마비코 · 나스노호                                     | 우에노 신하코다테호쿠토 · 모리오카 · 고리야마 방면            |
| 동일본 여객철도 조에쓰 신칸센                                     |                                                                             |                                                               |
| 시·종착역                                                         | 도키 · 다니가와호                                                           | 우에노 니가타 · 에치고유자와 방면                             |
| 동일본 여객철도 서일본 여객철도 호쿠리쿠 신칸센                   |                                                                             |                                                               |
| 시·종착역                                                         | 가가야키 · 하쿠타카 · 아사마호                                              | 우에노 가나자와 · 나가노 방면                                 |
| 동일본 여객철도 도호쿠 신칸센 · ■ 야마가타 신칸센                 |                                                                             |                                                               |
| 시·종착역                                                         | 쓰바사호                                                                    | 우에노 신조 방면                                              |
| 동일본 여객철도 도호쿠 신칸센 · ■ 아키타 신칸센                   |                                                                             |                                                               |
| 시·종착역                                                         | 고마치호                                                                    | 우에노 아키타 방면                                            |
| 동일본 여객철도 ■ 주오 본선                                       |                                                                             |                                                               |
| 시·종착역                                                         | 특급 "아즈사", "카이지"                                                     | JC 05 신주쿠 마쓰모토 · 고후 방면                             |
| 시·종착역                                                         | "주오 라이너" · "오메 라이너"                                               | JC 05 신주쿠 다카오 · 오메 방면                               |
| 시·종착역                                                         | 주오 쾌속선 (통근쾌속 · 주오특별쾌속 · 오메특별쾌속 포함)                   | JC 02 간다 다카오 · 오메 방면                                 |
| 동일본 여객철도 ■ 도카이도 본선 · 도호쿠 본선                     |                                                                             |                                                               |
| 시·종착역                                                         | 침대특급 "썬라이즈 세토 · 이즈모"                                           | JT 05 요코하마 이즈모시 · 타카마쓰 방면                       |
| 시·종착역                                                         | 특급 "오도리코"                                                             | JU 03 시나가와 이즈큐시모다 · 슈젠지 방면                     |
| JU 03 시나가와 방면                                               | 특급 "히타치" · "도키와"                                                    | JU 02 우에노 가쓰타 · 이와키 방면                             |
| 시·종착역                                                         | "쇼난 라이너"                                                               | JU 03 시나가와 오다와라 방면                                  |
| JU 02 우에노 구로이소 · 다카사키 방면                             | 우에노 도쿄 라인 경유 라핏토호 · 어반호 · 아쿠티호 · 쾌속 · 통근쾌속 · 보통 | JT 02 신바시 아타미 방면                                      |
| JJ 01 우에노 도리데 · 나리타 방면                                 | 조반 쾌속선 · 조반선                                                        | JT 02 신바시 시나가와 방면                                    |
| JK 27 간다 오미야 방면                                            | 게이힌 도호쿠선 쾌속                                                        | JK 23 하마마쓰초 오후나 방면                                  |
| JK 27 간다 오미야 방면                                            | 게이힌 도호쿠선 각역정차                                                    | JK 25 유라쿠초 오후나 방면                                    |
| JY 02 간다 내선 순환                                              | 야마노테선                                                                  | JY 30 유라쿠초 외선 순환                                      |
| 동일본 여객철도 ■ 소부 본선 · 요코스카선                          |                                                                             |                                                               |
| 시·종착역                                                         | 특급 "시오사이"                                                             | JO 22 긴시초 치바 · 초시 방면                                 |
| JT 03 시나가와 신주쿠 · 오미야 방면                               | 특급 "나리타 익스프레스"                                                    | JO 28 치바 나리타 공항 방면                                   |
| 시·종착역                                                         | 홈 라이너 치바                                                              | JO 25 후나바시 치바 방면                                      |
| JO 20 신니혼바시 지바 방면                                        | 통근쾌속 · 쾌속                                                             | JO 18 신바시 구리하마 방면                                    |
| 동일본 여객철도 ■ 게이요선                                        |                                                                             |                                                               |
| 시·종착역                                                         | 특급 "와카시오"                                                             | 소가 아와카모가와 방면                                        |
| 시·종착역                                                         | 특급 "사자나미"                                                             | 소가 기미쓰 방면                                              |
| 시·종착역                                                         | 게이요선 · 무사시노선 쾌속 · 통근쾌속 · 보통                                | JE 02 핫초보리 소가 · 후추혼마치 방면                         |
| 도쿄 메트로 ■ 4호선 마루노우치선                                  |                                                                             |                                                               |
| M16 긴자 오기쿠보 방면                                            | 마루노우치 선                                                               | M18 오테마치 이케부쿠로 방면                                  |